# Le Massacre des Innocents (Poussin)
Vous lisez un « article de qualité » labellisé en 2018.
Pour les articles homonymes, voir Le Massacre des Innocents.
Le Massacre des Innocents est un tableau peint à Rome par Nicolas Poussin et conservé au musée Condé à Chantilly en France.
Probablement commandé par le collectionneur romain Vincenzo Giustiniani, il évoque un épisode du Nouveau Testament et était probablement destiné à rappeler le destin tragique d'enfants de la famille Giustiniani pris en otage par l'Empire ottoman en 1564. La date précise de son exécution n'est pas connue et les historiens de l'art hésitent généralement entre 1625 et 1632. Le tableau est conservé dans le palais Giustiniani jusqu'en 1804, date de son achat par Lucien Bonaparte. Après être passé entre plusieurs mains, il est acquis à Londres par le duc d'Aumale en 1854.
Poussin concentre sa composition sur le massacre d’un seul nourrisson innocent par un soldat et se focalise plus particulièrement sur le hurlement de la mère qui cherche à arrêter le meurtre de son enfant. Le peintre a tiré son inspiration d'œuvres de Raphaël, de Guido Reni et du Caravage. Il a aussi tiré certains détails d'œuvres antiques. Il s'inspire également de la littérature italienne de son époque comme les œuvres du cavalier Marin et de l'Arétin, et peut-être de ses souffrances personnelles. Resté longtemps dans l'ombre, jusqu'au XIXe siècle, le tableau atteint la renommée dans le courant du XXe siècle : il inspire Pablo Picasso pour des personnages de son chef-d'œuvre Guernica, il influence aussi profondément Francis Bacon et de nombreux artistes contemporains qui reprennent sa composition ou certains de ses détails. Il est désormais considéré comme l'un des tableaux les plus célèbres de Nicolas Poussin.

## Historique de l'œuvre

### Commanditaire
Aucun document ne permet de connaître les circonstances précises de la commande du tableau, mais Vincenzo Giustiniani, noble italien originaire de Gênes, en est probablement à l'origine. Il s'agit d'un grand collectionneur, amateur notamment de l’œuvre de Caravage et qui possède à sa mort près de six cents tableaux. La présence du tableau de Poussin dans la collection Giustiniani n'est attestée qu'en 1638, date d'un inventaire réalisé après la mort de Vincenzo. Il était alors accroché au sein du palais Giustiniani à Rome et plus précisément dans une pièce appelée « Quinta Stanza Grande » où se trouvent alors neuf autres tableaux parmi lesquels : Saint Antoine et saint Paul ermite de Guido Reni, Le Reniement de saint Pierre et Le Christ à la colonne de Hendrick ter Brugghen, La Mort de Sénèque de Joachim von Sandrart, La Mort de Cicéron de François Perrier et La Mort de Socrate de Giusto Fiammingo. Ces trois derniers tableaux sont des dessus-de-porte, tout comme le tableau de Poussin, placé à 2,30 mètres du sol. Les Giustiniani possèdent par ailleurs au moins deux autres tableaux de Nicolas Poussin identifiés par les historiens de l'art : Paysage avec Junon et Argus et L'Assomption de la Vierge,.

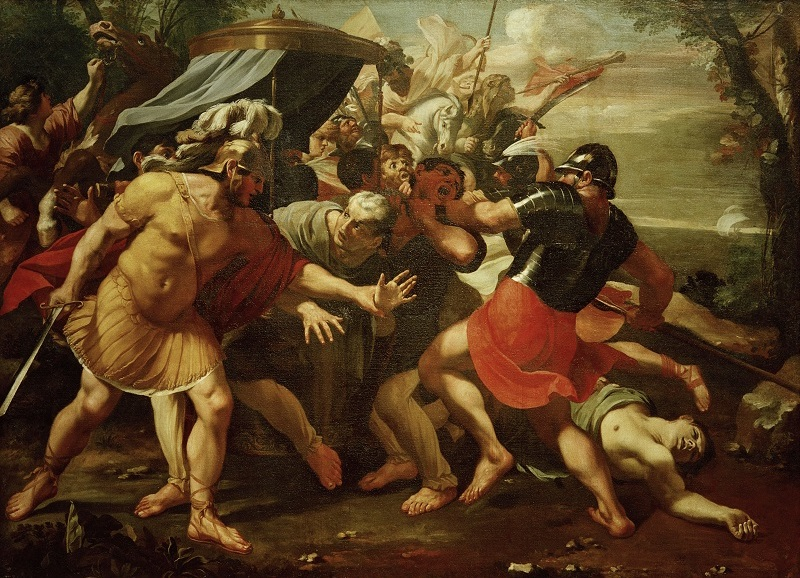
La Mort de Cicéron, par François Perrier, Château de Bad Homburg.
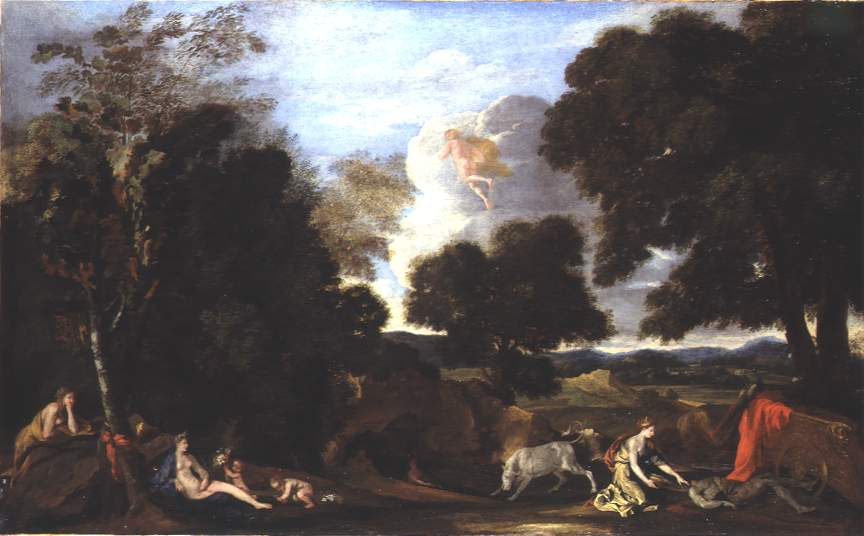
Paysage avec Junon et Argos, par Nicolas Poussin, Gemäldegalerie, Berlin.
L'Assomption de la Vierge, par Nicolas Poussin, National Gallery of Art.

Les raisons de la commande d'un tableau sur ce thème sont liées au destin de la famille Giustiniani. Celle-ci a longtemps résidé sur l'île de Chios dans la mer Égée dont elle contrôlait le commerce. Le 14 avril 1566, l'île est envahie par l'armée ottomane et un groupe d'une vingtaine d'adolescents, dont plusieurs enfants de la famille Giustiniani, est pris en otage et envoyé à Constantinople. On tente alors de les convertir de force à l'Islam mais la plupart refusent et sont alors torturés puis tués. Cet événement, alors dénommé le « massacre des Innocents Giustiniani », connaît un grand écho en Occident et principalement à Rome. Plusieurs ouvrages sont écrits sur le sujet et plusieurs peintres représentent cet épisode parmi lesquels Bernardo Castello, Francesco Solimena et Giandomenico Tiepolo. Le tableau de Poussin est probablement destiné à constituer un ex-voto rappelant l'épisode tragique pour la famille par le biais de l'épisode biblique décrit dans le Nouveau Testament. Giustiniani a d'ailleurs commandé d'autres tableaux sur le même thème, dont une œuvre de Cornelis Schut,.

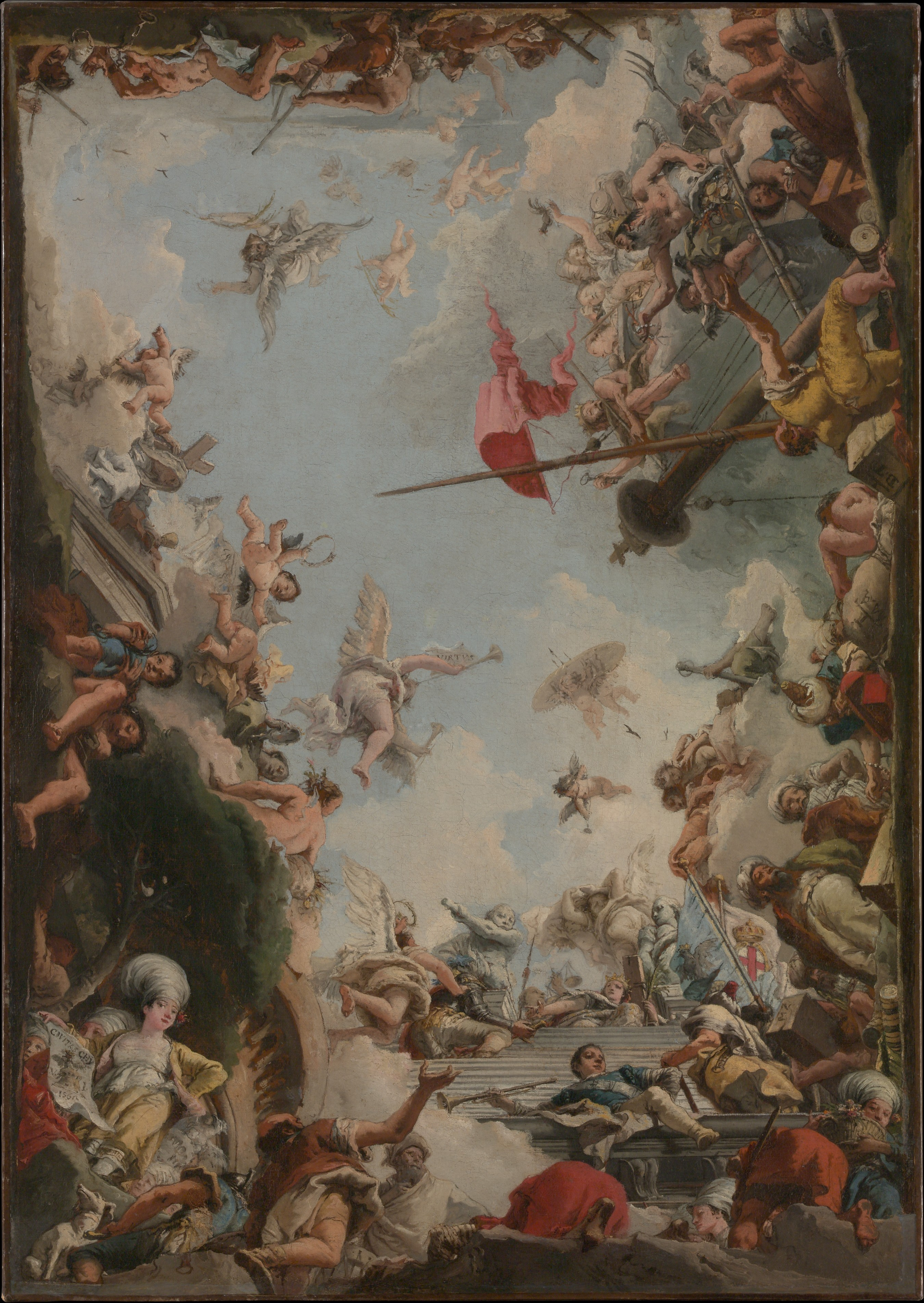
La Gloire de la famille Giustiniani, par Giandomenico Tiepolo. Les martyrs sont représentés sur le bord supérieur.
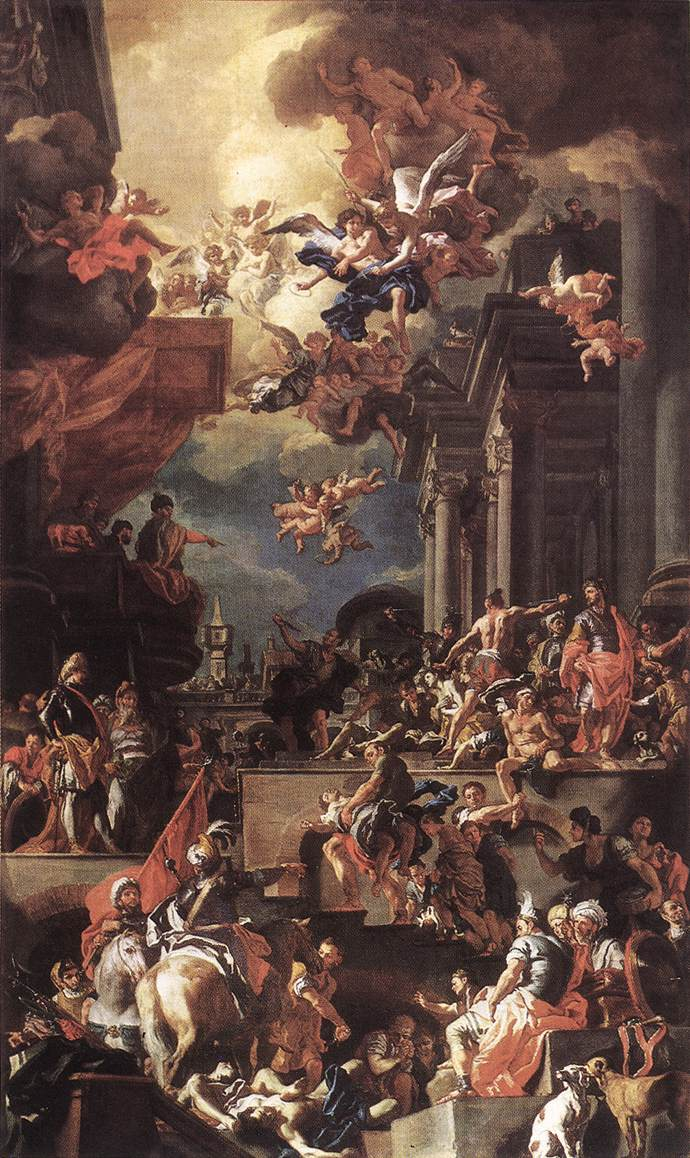
Le Massacre des Giustiniani de Chios, par Francesco Solimena, Musée de Capodimonte, Naples.
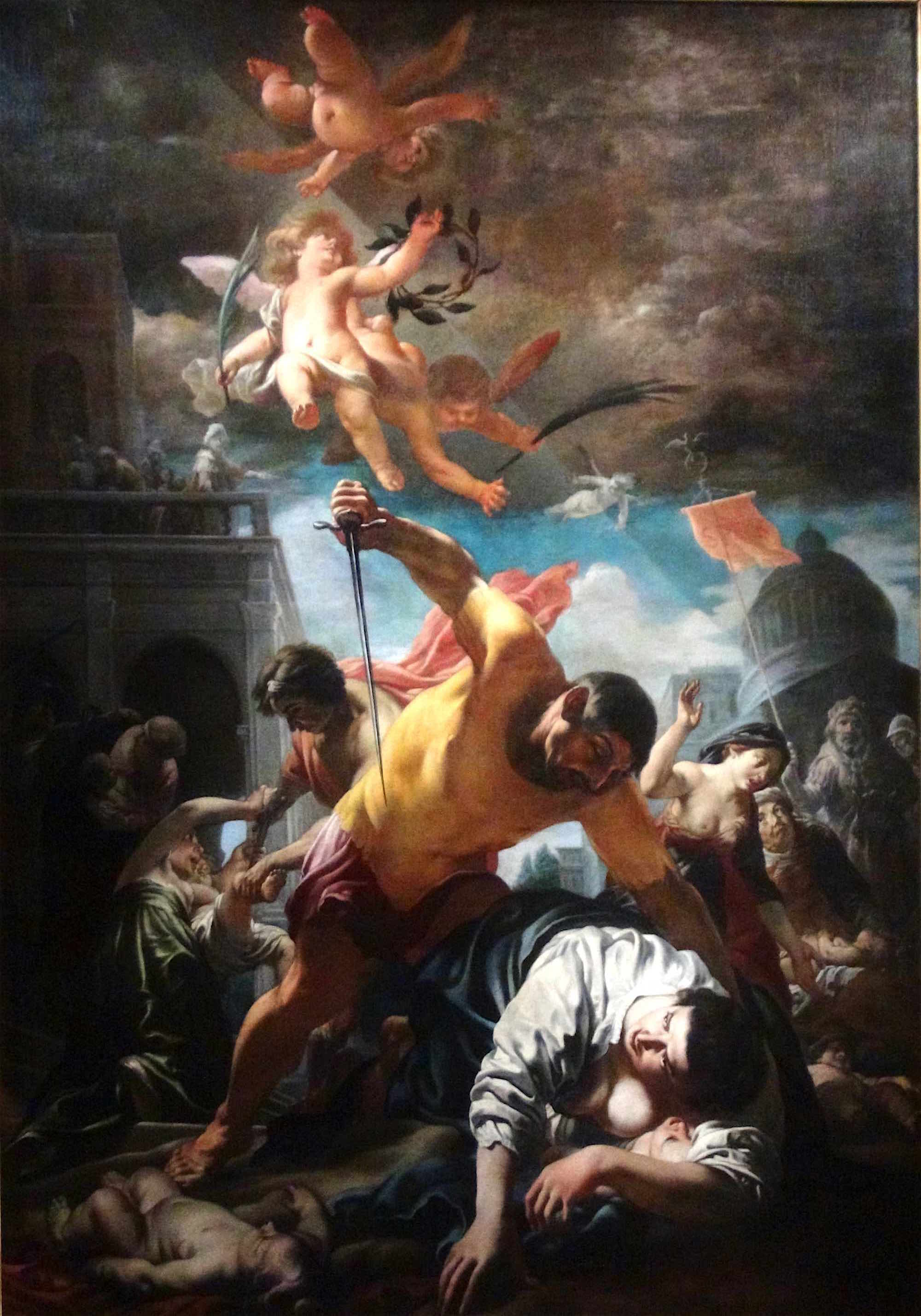
Le Massacre des Innocents par Cornelis Schut, abbaye aux Dames de Caen.

### Datation

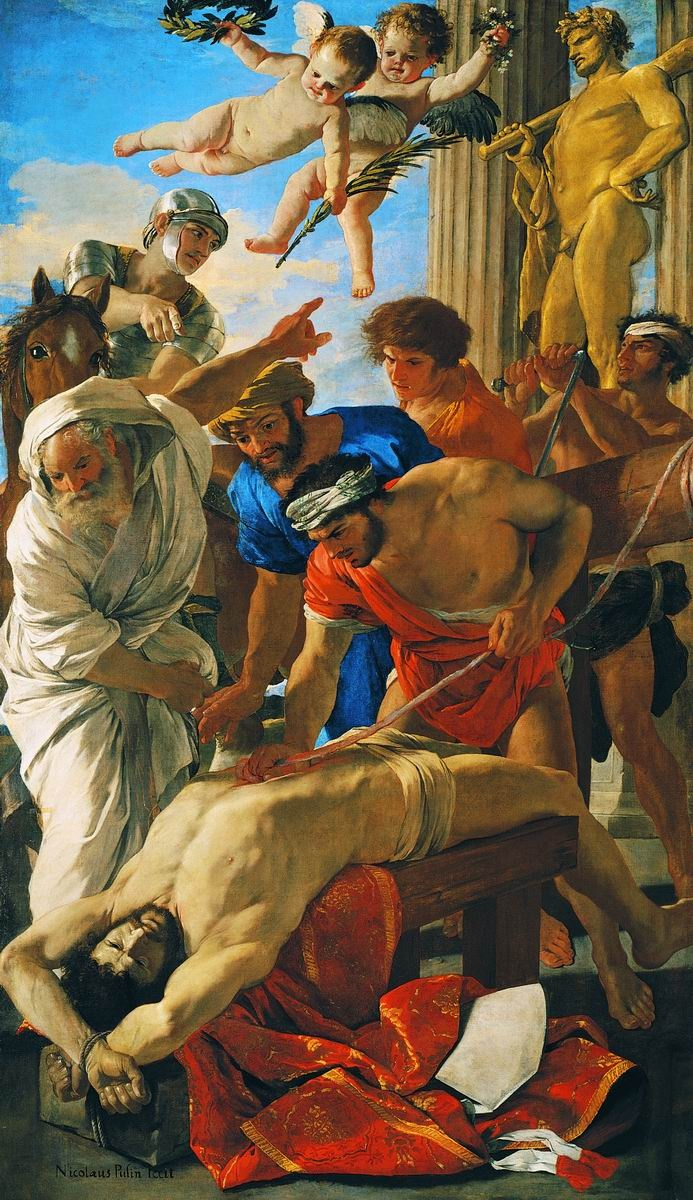
Le Martyre de saint Érasme, vers 1628, Pinacothèque vaticane.

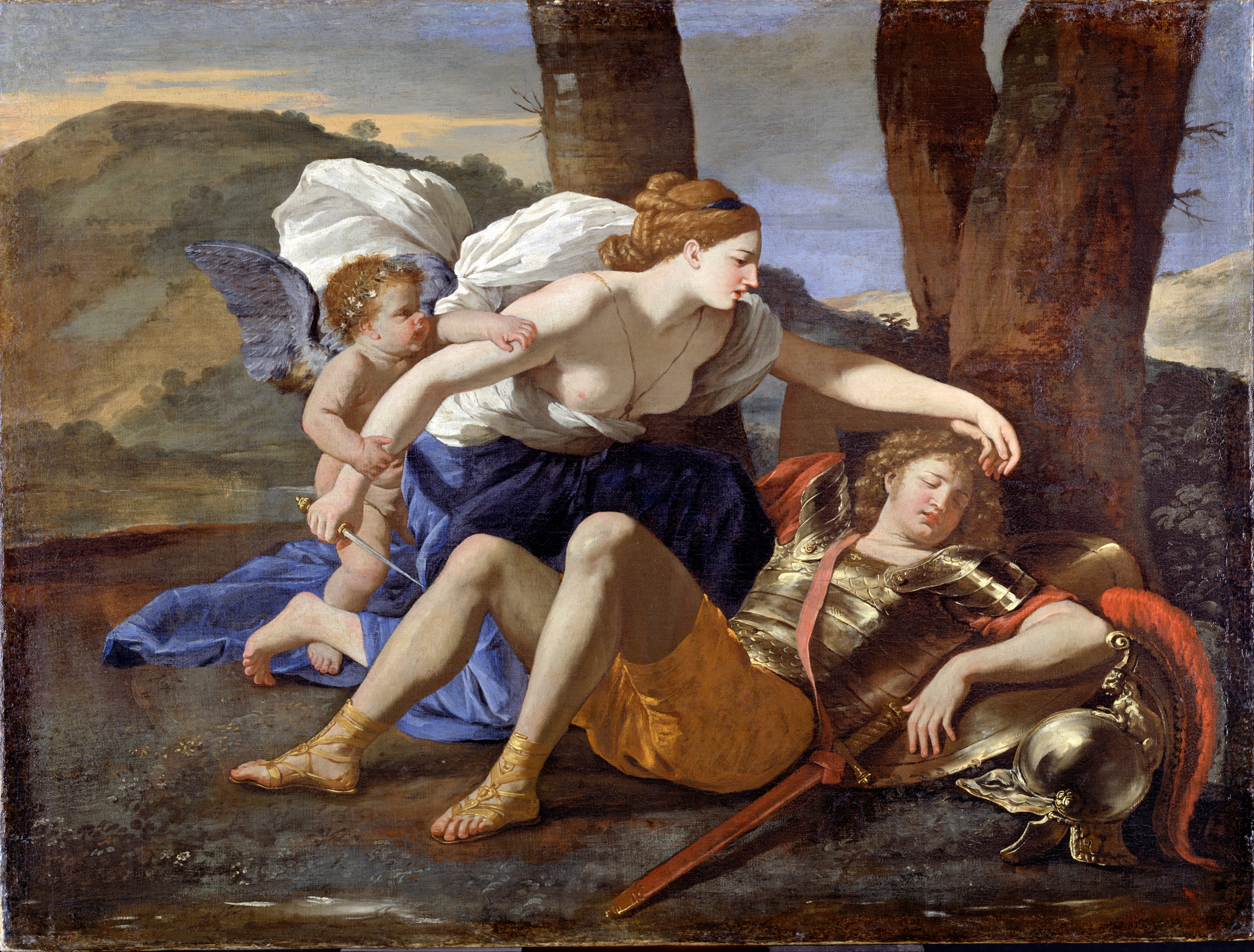
Renaud et Armide, vers 1630, Dulwich Picture Gallery.

Il n'existe aucun consensus chez les historiens de l'art quant aux dates précises de la commande et de l'exécution du tableau. Poussin est un peintre français né en 1594, formé à Rouen et à Paris mais arrivé à Rome en avril 1624. Il cherche à se faire connaître auprès de la clientèle romaine mais doit attendre plusieurs années pour y parvenir. Les historiens hésitent à placer la commande Giustiniani parmi les premières œuvres du peintre dans la cité papale ou bien, à l'inverse, lorsqu'il est bien installé parmi les commanditaires romains, après 1630. Les années 1624-1630 correspondent à une période pendant laquelle son style change à plusieurs reprises, ouvert à de nombreuses influences, alors qu'à la décennie suivante, son style est affirmé et ne change qu'à la marge. Les hypothèses varient donc considérablement en fonction des analyses du tableau.
Denis Mahon puis Walter Friedlaender et Anthony Blunt ont proposé de le dater des années 1628-1629, proche dans le style, selon eux, de ses grands retables à grandes figures, comme Le Martyre de saint Érasme qu'il a peint pour Saint-Pierre de Rome ou de L'Apparition de la Vierge à saint Jacques le Majeur,. Erwin Panofsky y voit une œuvre plus précoce, vers 1626-1627, et Jacques Thuillier le date encore plus tôt, vers 1625-1626, voire 1624-1625, soit des tout débuts du peintre à Rome. Pour Thuillier, l'œuvre est proche des trois tableaux de bataille attribués au peintre normand : La Bataille de Gédéon contre des Madianites, La Victoire de Josué sur les Amorites et La Victoire de Josué sur les Amalécites. Il s'agit selon lui de la première tentative de peinture grand format de Poussin destinée à s'imposer auprès de la clientèle romaine.
L'Américaine Elizabeth Cropper y voit au contraire une œuvre plus tardive, vers 1632 : en effet, selon elle, le tableau a été commandé en même temps que les trois tableaux représentant des morts de philosophes, conservés dans la même pièce du palais Giustiniani. Par ailleurs, à cette même date, est publié à titre posthume un poème de Giambattista Marino, un poète italien ayant eu une profonde influence sur Poussin, intitulé « La Strage degl’Innocenti » et consacré au même sujet que le tableau. Cette date est confirmée par Charles Sterling et même décalée encore deux ans plus tard par Doris Wild, ou 1634-1635 selon l'Allemand Henry Keazor. Cependant, cette hypothèse de 1632 reste fragile car il n'existe pas de lien direct entre les tableaux de la mort des trois philosophes et le tableau de Poussin si ce n'est leur localisation et nul ne peut affirmer qu'ils ont été commandés en même temps. Par ailleurs, concernant le poème de Marino, le peintre français a pu avoir connaissance du poème bien avant cette date, la parution en 1632 étant posthume.
Alain Mérot propose une datation médiane vers 1630, de même que Konrad Oberhuber, qui y voit une œuvre proche de Renaud et Armide datée de 1630. Il s'agit pour ce dernier d'une œuvre déjà empreinte d'une expérience de la peinture romaine. Pierre Rosenberg penche pour sa part pour une datation vers 1627-1628, rejoint par Olivier Bonfait, car il ne correspond ni aux tableaux de jeunesse du peintre, ni à ses réalisations des années 1630, mais au contraire à cette période entre les deux, peu après La Mort de Germanicus (1627-1628) qui l'a fait connaître auprès des grands mécènes romains. Il voit aussi une grande proximité entre le dessin préparatoire de Lille et les deux dessins du Martyre de saint Érasme (vers 1627-1628), ce qui conforte l'idée d'une réalisation des deux tableaux à la même époque.

### Destinées du tableau

#### Au palais Giustiniani

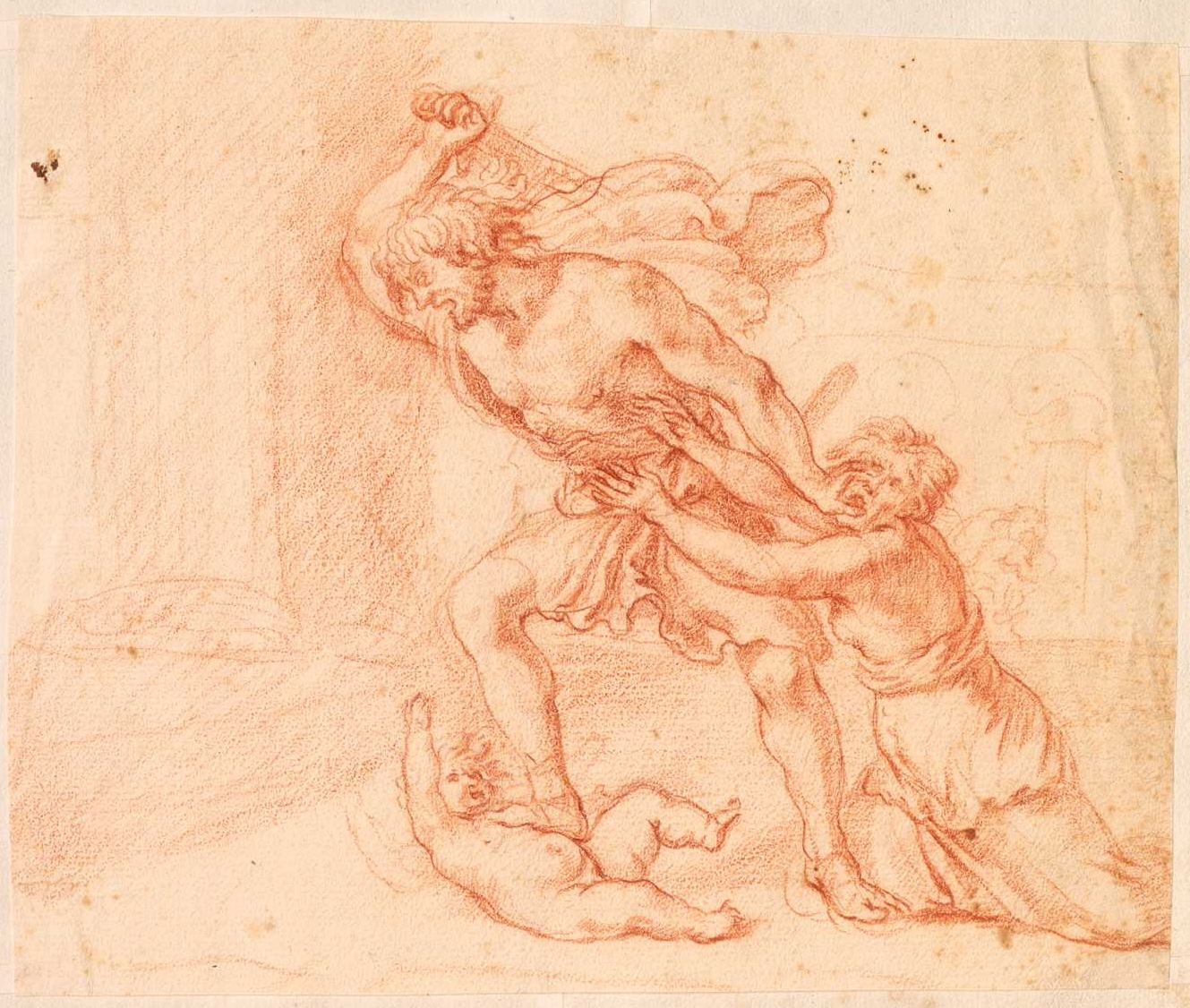
Le dessin de Joachim von Sandrart d'après le tableau de Poussin, sanguine sur papier, vers 1635.

La collection de Vincenzo Giustiniani, selon le testament de ce dernier, fait l'objet d'un fidéicommis. Il s'agit d'une disposition légale qui empêche les descendants de pouvoir vendre et disperser les œuvres qui composent cette collection et qui les oblige à la conserver au sein du palais familial. Le tableau reste presque à la même place jusqu'en 1804, bien que les rares visiteurs, au cours du XVIIIe siècle, décrivent un bâtiment délabré et à l'abandon. Il est simplement placé dans une autre salle du palais, ainsi qu'il est signalé dans un inventaire de 1793, peut-être à l'occasion d'une restauration qui intervient en 1788.
Seuls quelques auteurs et artistes ont accès au tableau pendant cette période. Joachim von Sandrart, qui visite Rome entre 1629 et 1635, décrit pour la première fois le tableau — dans sa Teutsche Academie, publiée seulement en 1675 — alors qu'il est hébergé au sein du palais Giustiniani. Il en réalise une copie partielle sous la forme d'une esquisse dessinée. Plusieurs erreurs dans ce dessin semblent indiquer que le tableau ne devait pas être facilement visible. Richard Symonds, un antiquaire anglais, visite le palais à l'occasion d'un voyage à Rome et y décrit le tableau en 1649-1650, toujours du vivant de Poussin. L'architecte suédois Nicodème Tessin le Jeune le décrit de nouveau de manière enthousiaste en 1687-1688. Le tableau est cependant ignoré par les deux premiers biographes de Poussin que sont André Félibien et Giovanni Pietro Bellori. Il est ensuite signalé dans de nombreux guides de visite de Rome au cours du XVIIIe siècle. Plusieurs artistes tentent de visiter le palais pour faire des copies des œuvres qui y sont présentes mais l'accès en est fortement restreint par la famille Giustiniani, car le fidéicommis les contraint aussi à interdire toute copie de leurs tableaux.

#### Les diverses ventes

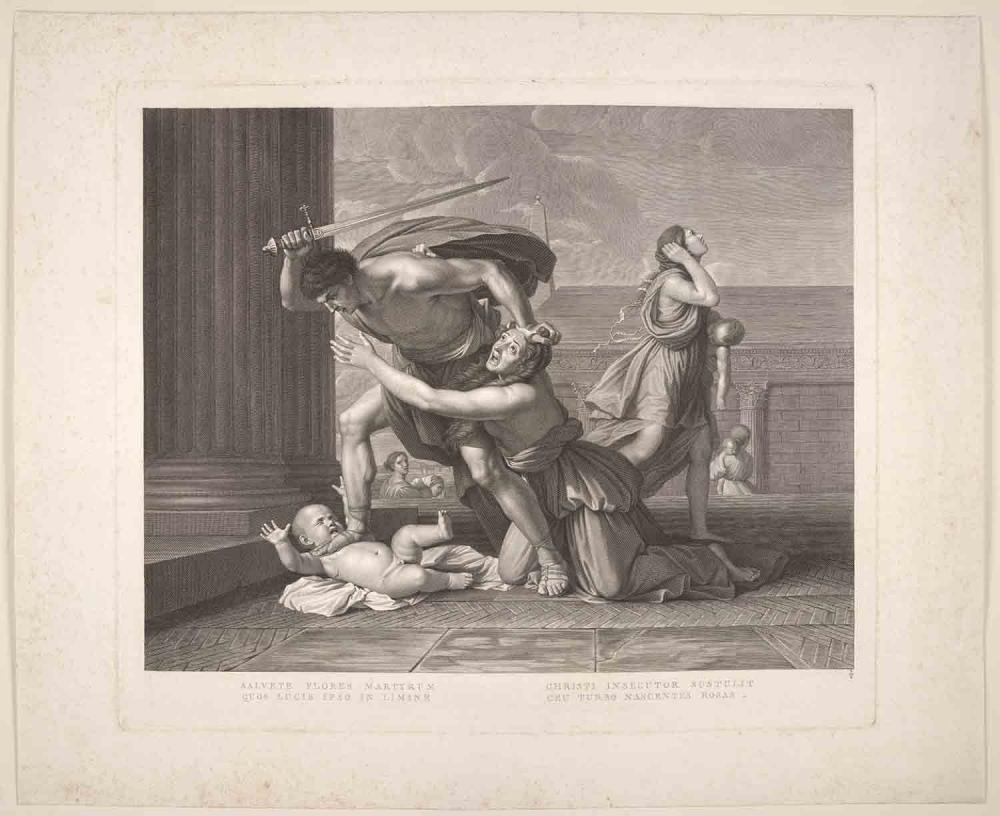
La gravure du tableau par Giovanni Folo, épreuve ayant appartenu au duc d'Aumale, coll. musée Condé.

À l'occasion de la République romaine (1798), la loi sur les fidéicommis est abrogée et les familles romaines désargentées peuvent alors se séparer de leurs collections d'œuvres d'art. C'est le cas des Giustiniani. Lucien Bonaparte, brouillé avec son frère, s'est réfugié dans la capitale des États pontificaux en 1804 auprès de son oncle le cardinal Fesch, lui-même grand collectionneur. Il fait l'acquisition de six tableaux de la collection Giustiniani avant le mois de mai de cette même année, dont Le Massacre des Innocents. Il le conserve longtemps dans le palais Nuñez-Torlonia qu'il achète en 1806. Le tableau est décrit sur place par la femme de lettres Félicité de Genlis, le dramaturge allemand August von Kotzebue, ainsi que par Maria Graham en 1820 qui publie la première monographie sur Poussin en langue anglaise. Dès 1805, Bonaparte en fait tirer une gravure, par Giovanni Folo d'après un dessin de Stefano Tofanelli. Après la chute de son frère, Lucien se retrouve fortement endetté à son tour et doit vendre le tableau, avec les cinq autres peintures provenant de la collection Giustiniani, en mars 1820.
Le tableau devient alors la propriété de Marie-Louise d'Étrurie, duchesse de Lucques. Il est conservé dans sa résidence romaine du palais Grazioli. Son fils Charles II de Parme en hérite à sa mort en 1824 et le conserve dans son palais de la ville de Lucques. Il l'envoie à Londres avec une partie de sa collection en 1840 puis le vend aux enchères le 5 juin 1841 (chez Phillips) pour 841 livres. Acquis par William Buchanan (1777-1864), un marchand d'art anglais, ce dernier le revend chez Christie's le 4 juillet 1846 pour la somme de 320 livres. Il est alors acquis par John Dunn Gardner, député à la chambre des communes, qui le revend à son tour chez Christie's le 25 mars 1854 pour 231 livres. Henri d'Orléans, duc d'Aumale, l'achète à Londres le 20 avril 1854 auprès du marchand d'art Colnaghi pour 367,10 livres sterling.

#### Chez le duc d'Aumale

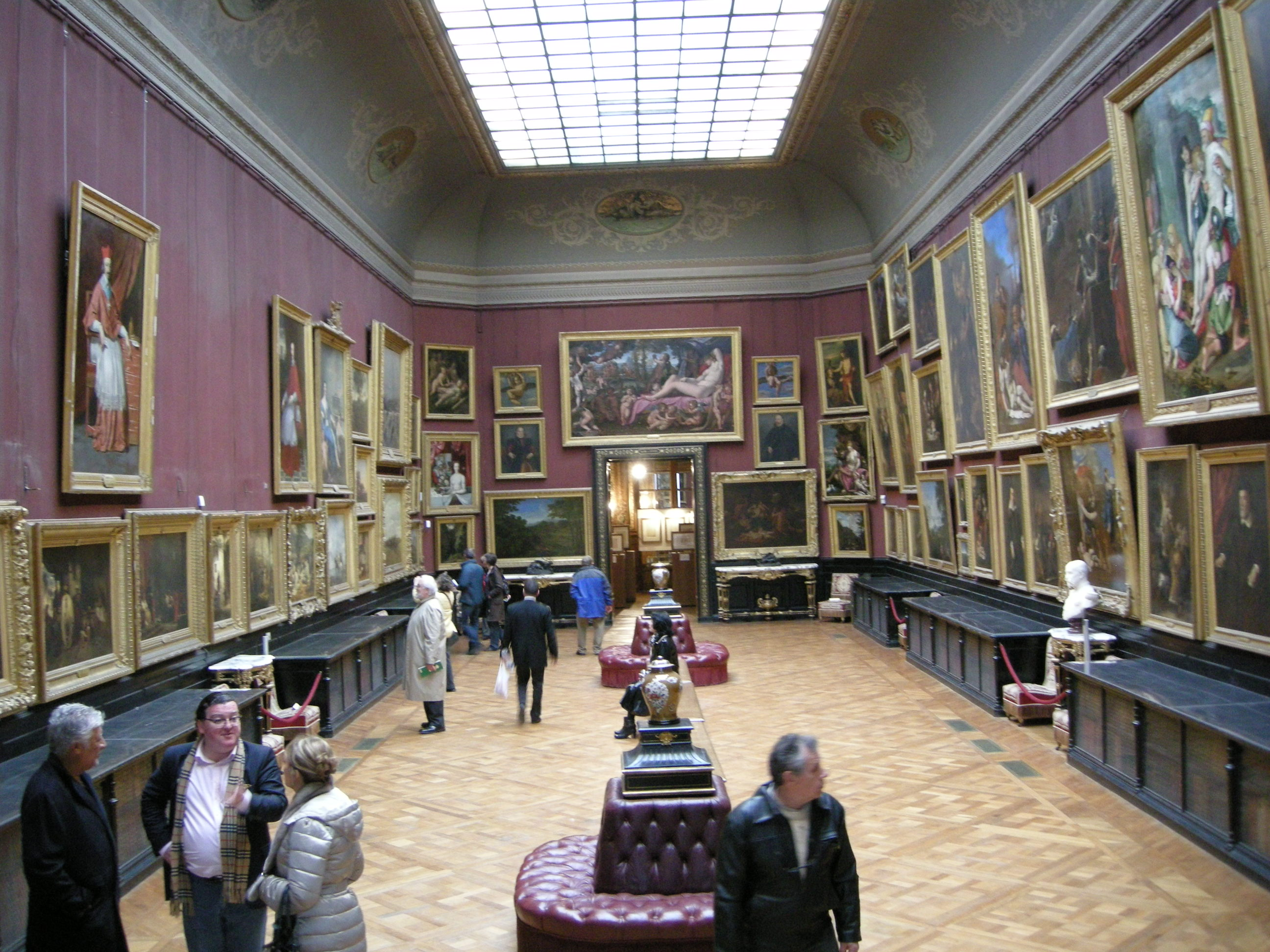
La Grande Galerie du musée Condé à Chantilly en France, où le tableau est désormais exposé.

Il l'installe aussitôt dans sa résidence d'Orleans House à Twickenham où il se trouve depuis 1851 à la suite de l'exil du duc d'Aumale en 1848 avec toute la famille d'Orléans. Il s'agit du premier tableau de Poussin qu'il acquiert, auquel s'ajoutent plus tard huit autres tableaux du maître français, ou attribués comme tels à l'époque. Il achète aussi un grand nombre de dessins du même artiste dont la majeure partie provient de la collection du conservateur du Louvre Frédéric Reiset, acquise en 1860. En 1871, avec la chute du Second Empire, le duc peut revenir en France et s'installe dans son domaine de Chantilly où ses tableaux arrivent en 1876.
Il entame alors la reconstruction de son château sous la houlette de l'architecte Honoré Daumet. La grande galerie de peinture est aménagée entre 1880 et 1886 et le tableau y est alors installé. Dès 1886, une nouvelle loi d'exil frappe le duc et tous les membres des familles ayant régné sur la France. Il part donc de nouveau pour l'Angleterre et installe le tableau de Poussin dans sa nouvelle résidence de Moncorvo House dans le quartier de Knightsbridge à Londres. Il est autorisé à rentrer en France en 1889 et conçoit alors une réorganisation de son château de Chantilly pour en faire un musée destiné à être ouvert au public après sa mort. Dès 1886, il a fait don de sa propriété et de ses collections à l'Institut de France, sous réserve d'usufruit. Un nouvel accrochage du tableau est mis en place dans la grande galerie en 1890. Le tableau fait alors l'objet d'une estimation à 22 000 francs.
Après la mort du duc d'Aumale en 1897, le testament de ce dernier impose, outre l'ouverture du musée Condé au public, l'interdiction formelle de modifier les dispositions intérieures du château mais aussi de prêter, même temporairement, les œuvres qui y sont conservées. C'est la raison pour laquelle Le Massacre des Innocents n'a plus jamais quitté Chantilly depuis ou presque. Il est installé dans la Grande Galerie, la plus grande pièce du château, sur le mur accueillant les plus grands tableaux italiens, rappelant ainsi le pays d'adoption de Poussin. Le tableau n'est par la suite déplacé qu'à deux occasions : lors de la Première et de la Seconde Guerre mondiale au cours desquelles les collections du musée sont mises à l'abri à Dijon (entre 1918 et 1919) et à Vendœuvres (Indre), entre 1940 et 1946. Il fait l'objet d'une restauration fondamentale en 1972, pour le support et la couche picturale, retouchée en 1994. En 2017-1018, le tableau de Poussin fait l'objet d'une exposition monographique dans l'ancien jeu de paume du château, il est déplacé temporairement dans cet espace. La couche picturale est alors entièrement restaurée au préalable.

## Description
Un homme, vêtu d'un manteau rouge, brandit une épée au-dessus d'un bébé qu'il maintient au sol à l'aide de son pied droit. Il l'a déjà frappé une première fois, comme l'indique le filet de sang qui jaillit du corps du bambin et s'apprête à le faire une seconde fois. L'enfant ferme les yeux et crie, allongé sur son lange. Une femme, à genoux, vêtue d'une robe jaune, tente de retenir le soldat, sa main droite griffant son dos et sa main gauche tendue vers l'épée. Elle hurle, les yeux tournés à la fois vers le ciel et le soldat. Ce dernier la retient en lui tirant les cheveux vers l'arrière. En arrière-plan, entre les jambes du soldat, deux femmes s'éloignent dont l'une, un bébé dans les bras, est tournée vers le spectateur. À droite de la scène, une autre femme s'échappe, tenant un bébé mort sous un bras et se tirant les cheveux de l'autre, la bouche ouverte et les yeux fermés tournés vers le ciel. Encore à droite, en arrière-plan, une dernière femme, tournant le dos au spectateur, s'enfuit avec son bébé vivant sur l'épaule. La scène se déroule dans un décor théâtral, d'inspiration antique, avec un temple corinthien et un obélisque. Le sol est fait d'un dallage de pierres et de briques en arête-de-poisson.

## Analyse

### Sujet
Cette œuvre représente une scène du massacre des Innocents, issue du Nouveau Testament et citée dans l'Évangile selon Matthieu, chap. 2, verset 16-18 : « Hérode (...) envoya tuer tous les enfants de deux ans et au-dessous qui étaient à Bethléhem et dans tout son territoire ». Le roi Hérode de Judée, après une visite des rois mages lui annonçant la naissance d'un nouveau roi des Juifs, craint en effet d'être détrôné par un prétendant. Le texte néotestamentaire est très court et donne très peu de détails sur l'événement.
Il s'agit néanmoins d'un sujet biblique très ancien en histoire de l'art, dont les premières représentations remontent au début du Ve siècle ; mais c'est seulement à partir du XVe siècle que la scène se concentre sur le drame de l'infanticide et la réaction maternelle. Dès 1500, des miniatures représentent déjà le triptyque mère-enfant-soldat, signe d'une plus grande attention portée à la représentation des relations filiales. La résistance des mères face au massacre n'est pas évoquée dans le texte biblique, mais il y est fait allusion dans le Traité du libre arbitre d'Augustin d'Hippone (livre III). Plusieurs artistes insistent sur ce point à partir du XVIe siècle. C'est aussi à partir de cette période que les artistes privilégient de grandes compositions, avec de nombreux personnages, le tout représenté dans un grand décor monumental, respectant la perspective. Poussin décide de concentrer la scène sur le massacre d'un enfant par un soldat et sur le cri de sa mère qui occupe le centre de la composition du tableau.

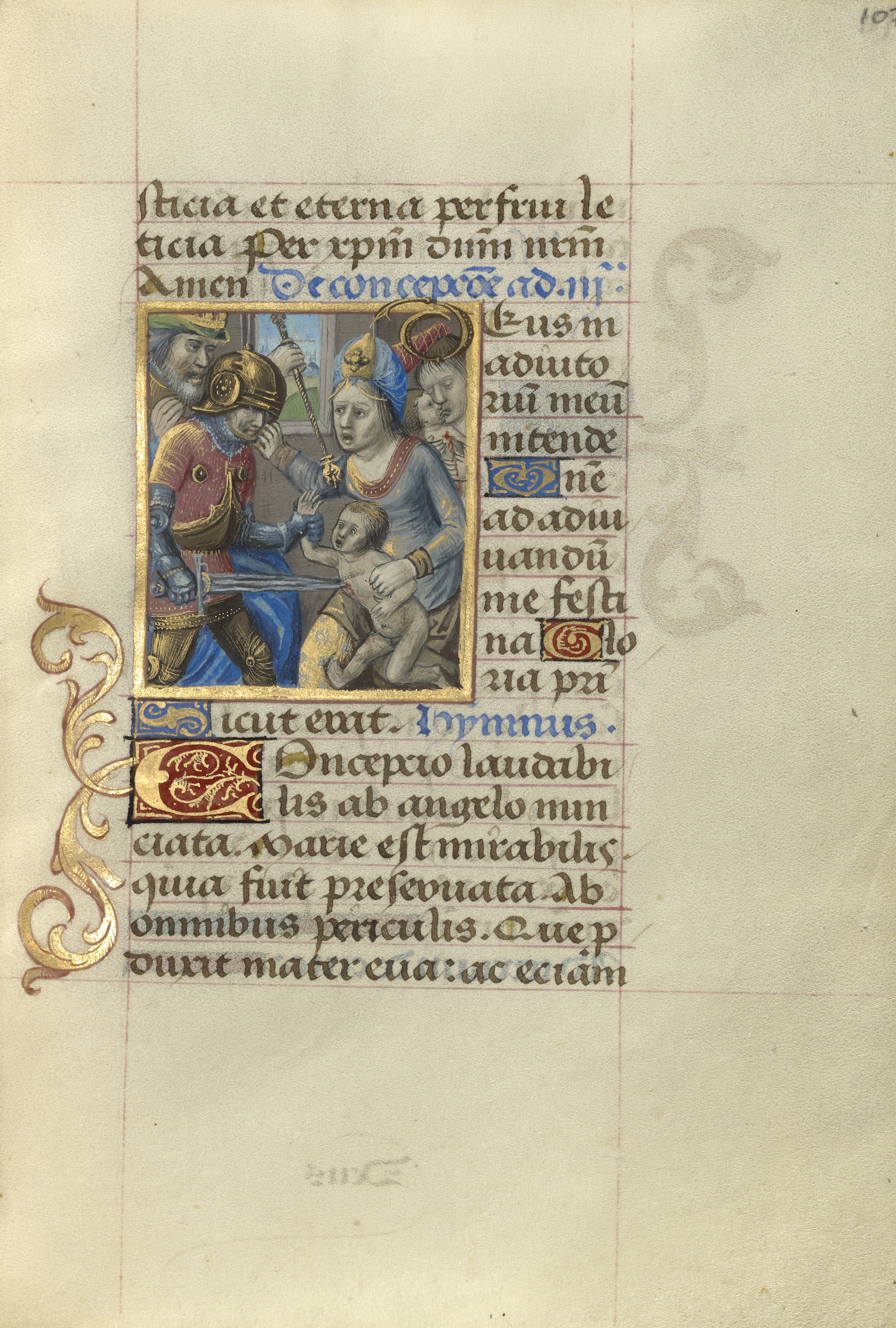
Heures Poncher, Getty Center, vers 1500, par le Maître du Cardinal de Bourbon.
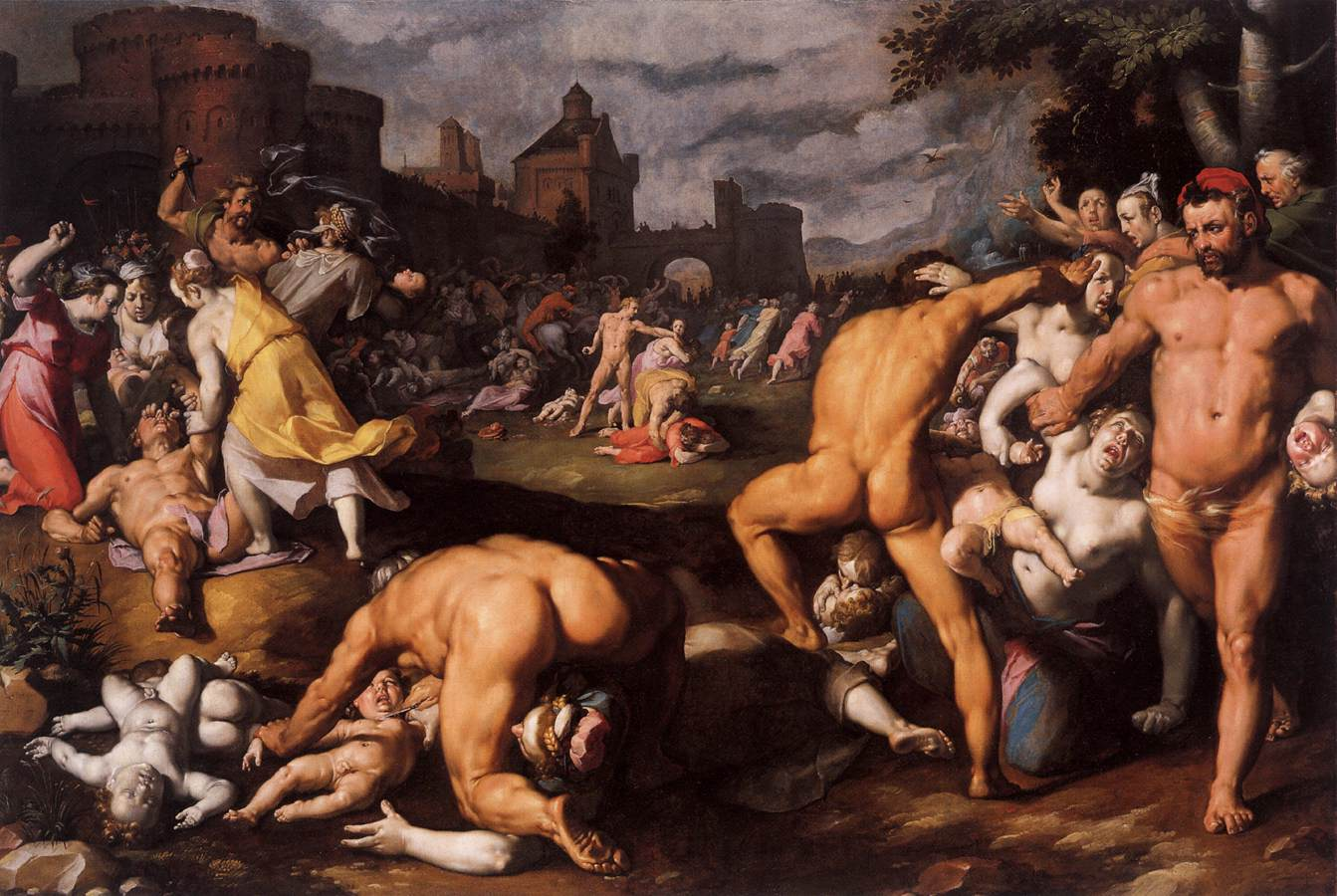
Cornelis Cornelisz van Haarlem, vers 1590, Rijksmuseum Amsterdam.
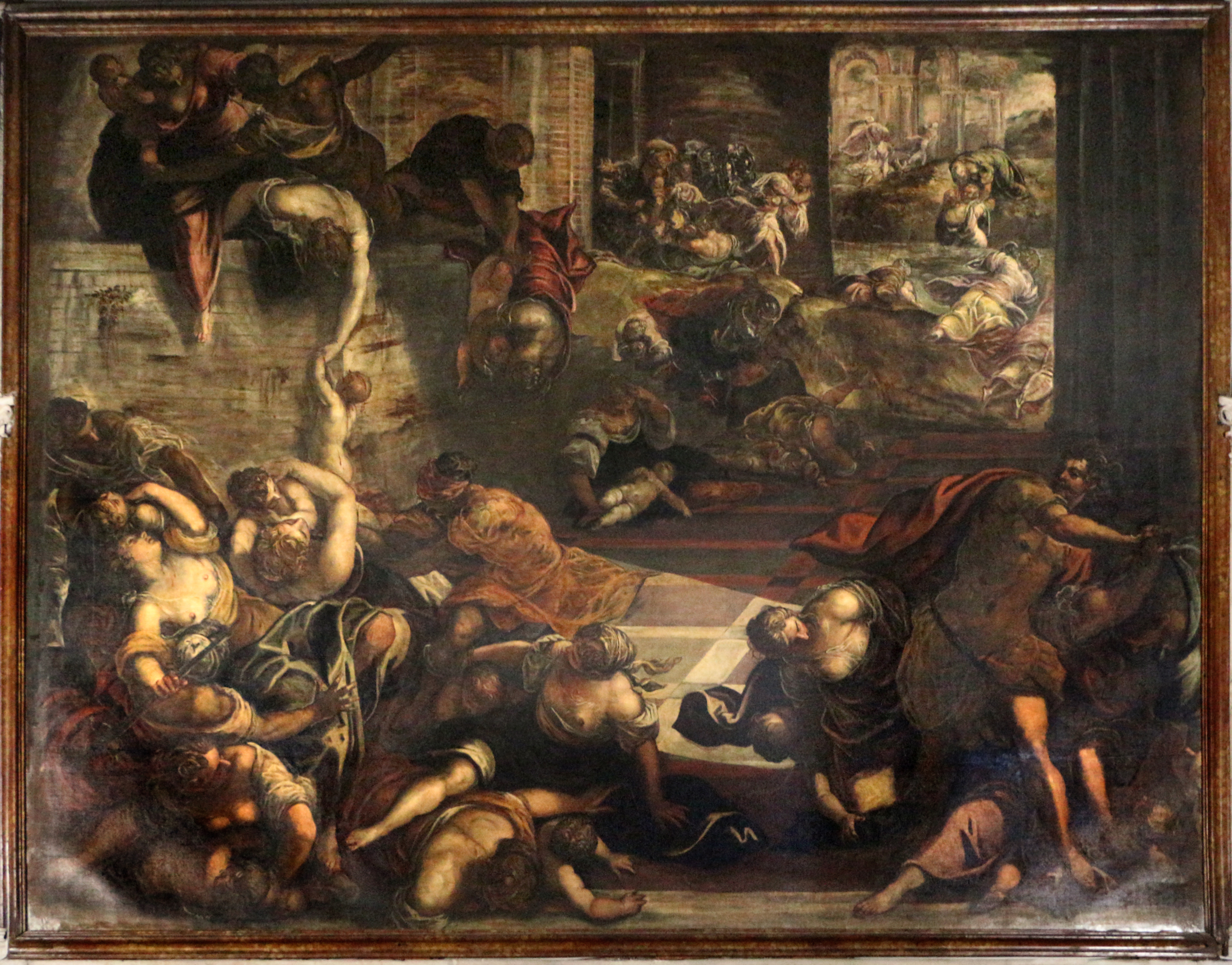
Le Tintoret, vers 1583-1587, Scuola Grande de San Rocco, Venise.

### Composition

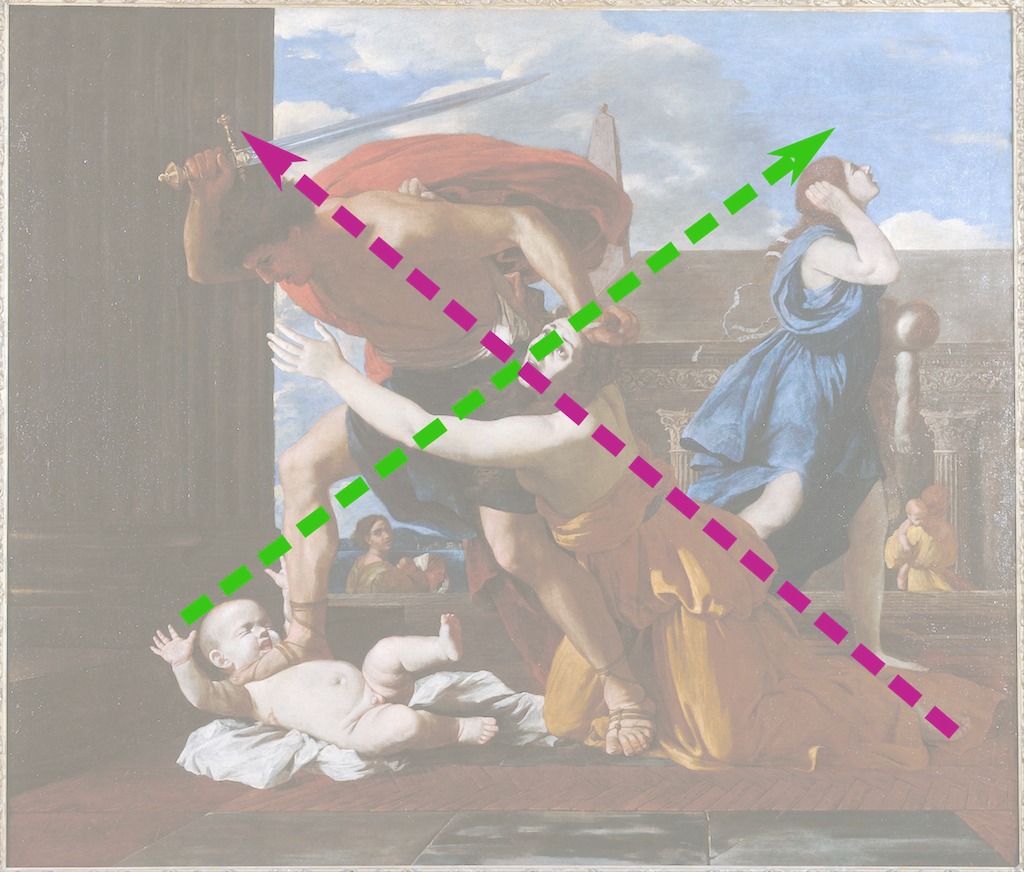
Composition du tableau en deux diagonales.

Le tableau a été conçu pour être disposé en dessus-de-porte, il devait ainsi être installé en hauteur. Toutes les formes y sont donc de grandes dimensions, même les détails, qui sont parfois simplement esquissés. Les contrastes de lumières sont appuyés, de manière à faire apparaître largement les détails, avec des couleurs franches et d'autres plus sourdes. Les personnages sont réduits au nombre de trois pour la scène principale, facilitant la compréhension de son déroulé mais aussi la rendant plus intime, ce qui rappelle les procédés de Caravage.
La composition concentre le tableau sur le visage de la femme hurlant. C'est là que se croisent deux diagonales qui organisent la scène : l'une d'elles part du pied et du bas du vêtement de la femme, passe par son visage et s'achève au-dessus de la garde de l'épée du soldat. L'autre commence juste au-dessus de la tête de l'enfant, longe la jambe du soldat, traverse le visage de la femme puis s'achève juste au-dessus de la femme fuyant vêtue de bleu. Le peintre parvient ainsi à non seulement concentrer un épisode biblique en une seule scène, mais aussi à susciter l'émotion à son paroxysme. Le hurlement et la terreur de la femme constituent ainsi le véritable sujet du tableau. Poussin joue sur le contraste avec les autres personnages, réduits à de petites silhouettes situées en contrebas de la scène principale, placée elle sur une sorte de podium, le tout dans un cadre architectural strict.

### Technique picturale
Le tableau a été peint de manière rapide mais avec des détails particulièrement soignés, comme ceux apparaissant au premier plan. Après une préparation d'ocre rouge qui apparait encore parfois en réserve, le peintre a d'abord exécuté les décors, apposés à l'aide d'une règle, puis le ciel et enfin il a superposé les personnages sur ce fond, en dernier. L'observation de la peinture à la lumière rasante ou à l'infrarouge fait apparaître cette superposition, notamment celle de l'enfant mort à droite. La peinture a été apposée en demi-pâte, c'est-à-dire sans épaisseur apparente, avec très peu de glacis mais aussi à certains endroits avec des empâtements soulignant les détails, ce qui accentue le caractère sculptural du tableau. Notre perception de l'œuvre est cependant altérée par rapport à ce qu'elle devait être à l'origine : l'usure de certaines couches colorées, devenues transparentes, empêche de bien visualiser certains détails comme l'ocre de la robe de la mère, ou encore la jambe de la femme qui s'enfuit.

### Sources d'inspiration

#### Dans la littérature
Comme déjà évoqué, Nicolas Poussin a probablement été fortement marqué par l'œuvre de Giambattista Marino. Ce dernier, poète italien, a repéré le talent de Poussin dès son séjour à Paris en 1622-1623 et il a probablement contribué à l'introduire dans les milieux des commanditaires romains lors de son arrivée dans la capitale papale en 1624. Le cavalier Marin est l'auteur d'un poème épique « La Strage degl’innocenti » publié seulement après sa mort en 1632 mais probablement connu de son entourage bien avant. Il travaille sur ce poème au moins depuis 1605, il fait paraître en 1619-1620 un recueil de poèmes consacrés à des artistes de son époque et y évoque notamment le tableau du Massacre des Innocents de Guido Reni,. En mai 1623, soit quelques mois avant l'arrivée de Poussin à Rome, il lit devant les conservateurs du Capitole un chant du Massacre des Innocents. Une autre source littéraire pour Poussin pourrait se trouver chez un autre poète italien, Pierre l'Arétin, dans son œuvre Trois livres de l’humanité de Jésus-Christ, traduite dès 1539 en français et qui sert à cette époque de répertoire de scènes religieuses pour les artistes de son temps. Il s'y trouve justement une scène du Massacre des Innocents décrite de manière très proche du tableau de Poussin : « Et avoir trainé [la mère] et son enfant en la place avec les pieds lui foulant le ventre, le tua de deux coups »,.

#### Dans sa situation personnelle

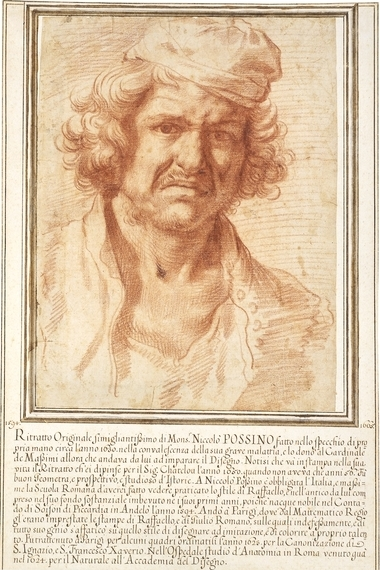
Autoportrait dessiné de Nicolas Poussin, British Museum, 1630.

Konrad Oberhuber a avancé une autre hypothèse au sujet des motivations de Poussin pour une œuvre si sombre. Elle pourrait être liée à ses conditions de vie à Rome. Les biographes du peintre ont signalé que celles-ci sont très dures à ses débuts dans la cité papale, il connait des moments de doute, de solitude et la maladie. Selon Oberhuber, Le Massacre des Innocents de Chantilly pourrait correspondre à un de ces moments de souffrance que connait le peintre et qu'il place vers 1630, peu de temps avant de retrouver la santé avec l'aide du pâtissier lorrain Jacques Dughet, qui le loge. Il se marie avec sa fille Anne-Marie en septembre de cette même année. Un autoportrait de Poussin à la sanguine, daté de 1630, appuie selon lui sa datation, représentant le peintre dans un état maladif.

#### Dans l'art de son temps
Plusieurs sources iconographiques sont à l'origine de cette œuvre. Poussin, grand admirateur de Raphaël, s'est probablement inspiré de sa version du Massacre des Innocents connue par la gravure de Marcantonio Raimondi. La composition de cette gravure est directement reprise dans la version du Petit Palais réalisée par Poussin. Pour la version de Chantilly, il en reprend directement la figure située à gauche, une femme avec un enfant sur l'épaule, pour la placer à droite de son tableau. L'autre source directe d'inspiration est un tableau sur le même thème de Guido Reni (1611). Poussin n'a peut-être jamais vu la version originale, alors déjà conservée à Bologne, mais une simple copie circulant alors à Rome ou Paris ou bien une gravure, comme celle de Giacomo Antonio Stefanoni. L'esprit général des deux tableaux est similaire, de même que la violence du sujet. Poussin reprend aussi quelques détails au Guide : le bras gauche de la mère qui repousse le soldat par exemple. Il existe aussi de profondes différences : Reni garde un caractère religieux à l'œuvre, par la présence des angelots notamment, la palme des martyrs à la main ; Poussin, à l'inverse, laisse le sujet dans une dimension laïque, sans autre symbole.

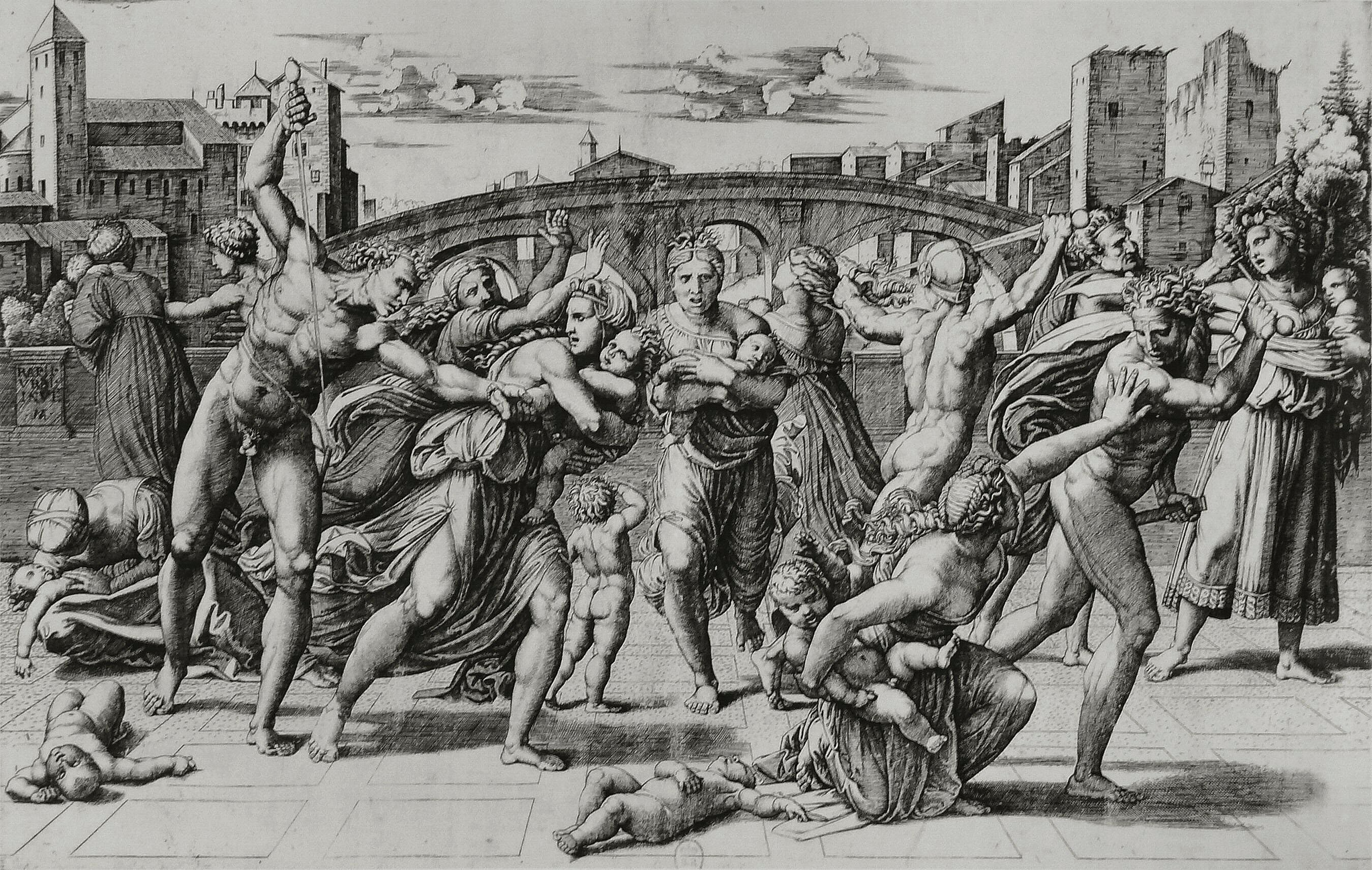
Le Massacre des Innocents de Marcantonio Raimondi.
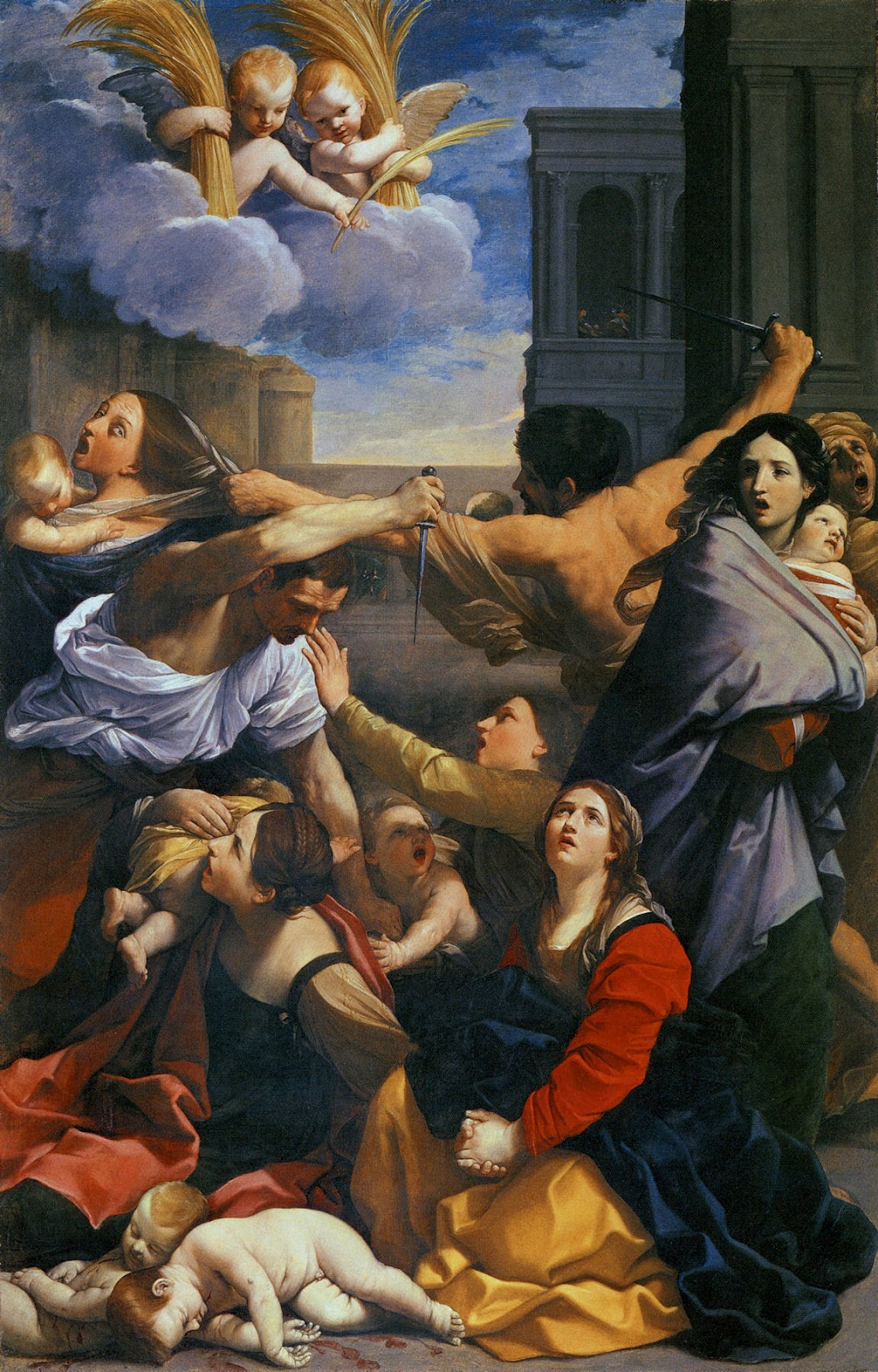
Le Massacre des Innocents de Guido Reni.
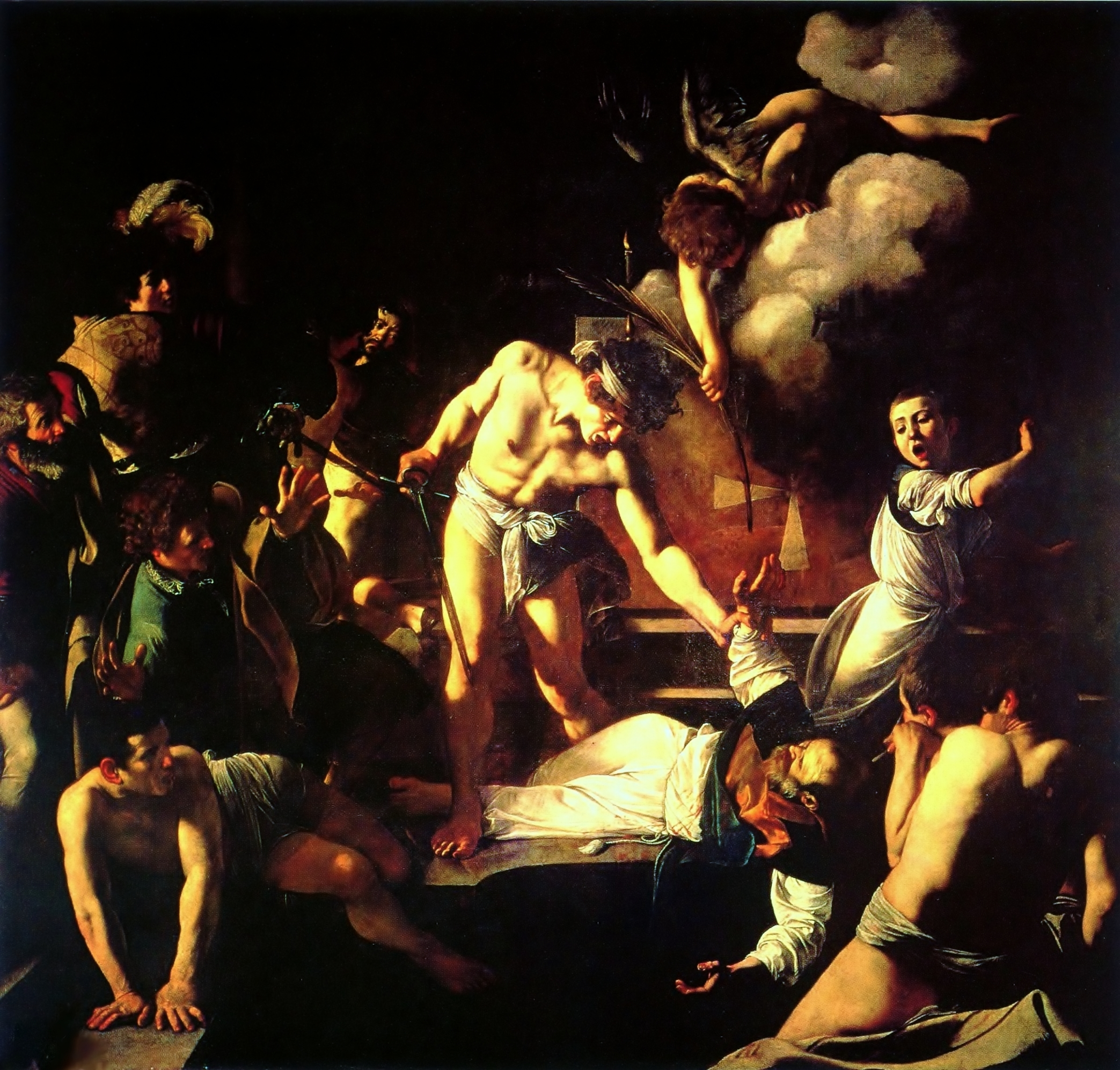
Le Martyre de saint Matthieu de Caravage.

Une autre influence réside, selon Pierre Rosenberg, dans les œuvres de Caravage : bien que Poussin ait toujours été très critique envers le maître lombard, il montre ici un grand réalisme qui s'en rapproche. Cette influence, très rare chez Poussin, peut s'expliquer par le commanditaire du tableau. Giustiniani est en effet l'un des plus grands collectionneurs de Caravage. Par ailleurs, juste en face de son palais, se trouve l'église Saint-Louis-des-Français qui abrite notamment Le Martyre de saint Matthieu. Dans ce dernier tableau, le geste du bourreau s'apprêtant à frapper le saint rappelle celui du soldat du Massacre des Innocents. Un autre détail a été emprunté à l'œuvre d'un peintre beaucoup plus admiré par Poussin : la fresque de La Flagellation de saint André du Dominiquin. On y retrouve en effet le même pavement fait de dalles de pierres et de briques en arête-de-poisson.

#### Dans l'art antique
L'autre influence très présente chez Poussin est l'art antique qu'il a pu copier à plusieurs reprises. Ainsi, la femme à droite qui s'enfuit avec son enfant sous le bras reproduit les gestes de la statue de la fille aînée de Niobé, qui appartenait à un groupe de sculptures qui était alors placé dans les jardins de la villa Médicis,. De la même façon, la position de l'homme rappelle la position d'un soldat s'attaquant à une femme à genoux présent dans la frise de l'amazonomachie du mausolée d'Halicarnasse,. Si la présence de cette sculpture n'est pas attestée à Rome, elle aurait été rapportée d'Asie mineure par un membre de la famille Spinola, des Génois alliés aux Giustiniani. Dans le décor, le temple représenté en arrière-plan est inspiré du temple de Vénus Genitrix du Forum de César à Rome, qui a été reconstitué en gravure par Antonio Labacco dans son ouvrage Libro appartenente a l'architettura nel qual si figurano alcune notabili antiquita di Roma (1552),. L'obélisque situé à gauche du temple pourrait être inspiré de celui redécouvert à Rome en 1587 et servant à l'horologium d'Auguste à la même époque qu'Hérode.

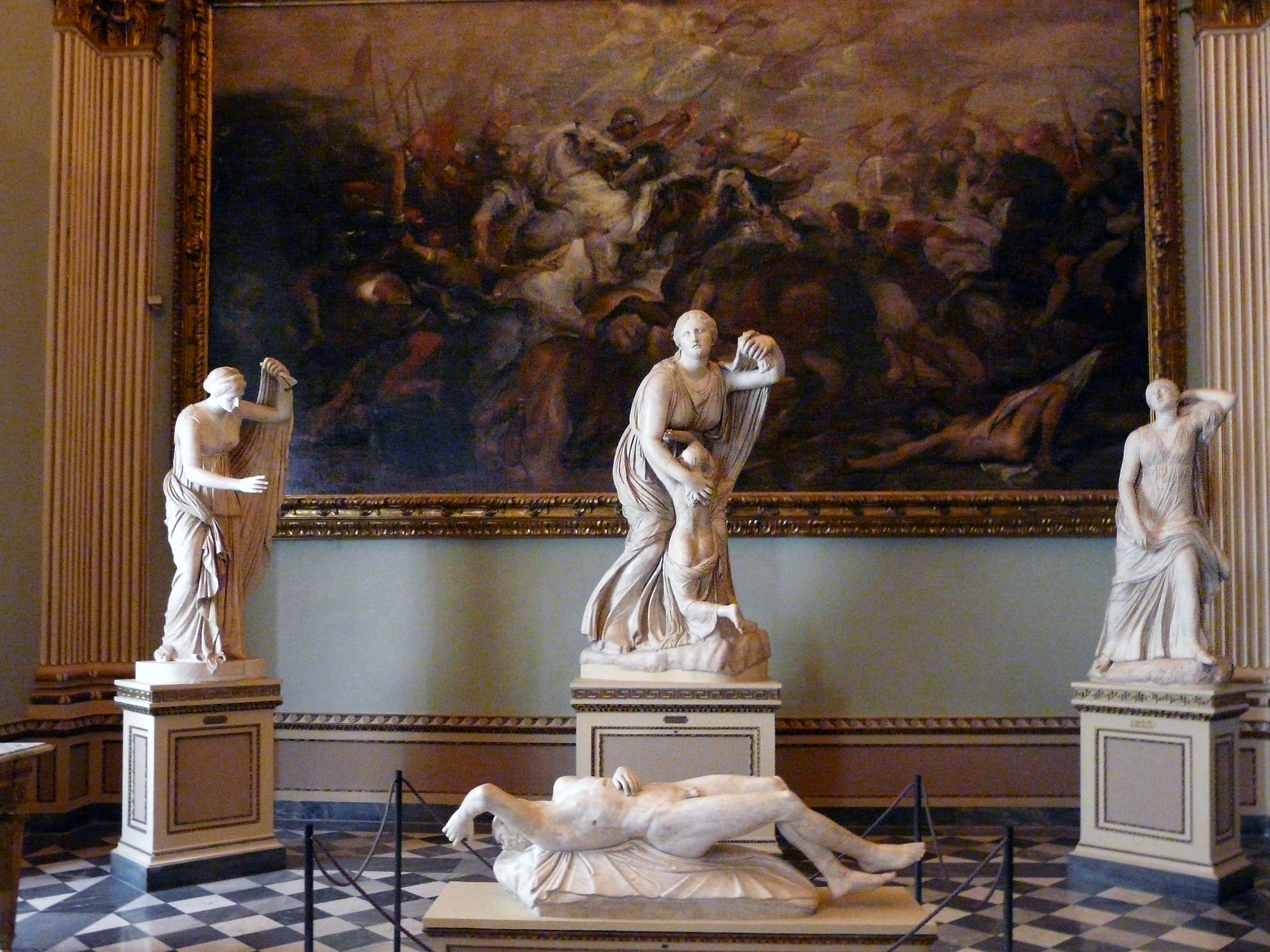
Les Niobides, musée des Offices, Florence.
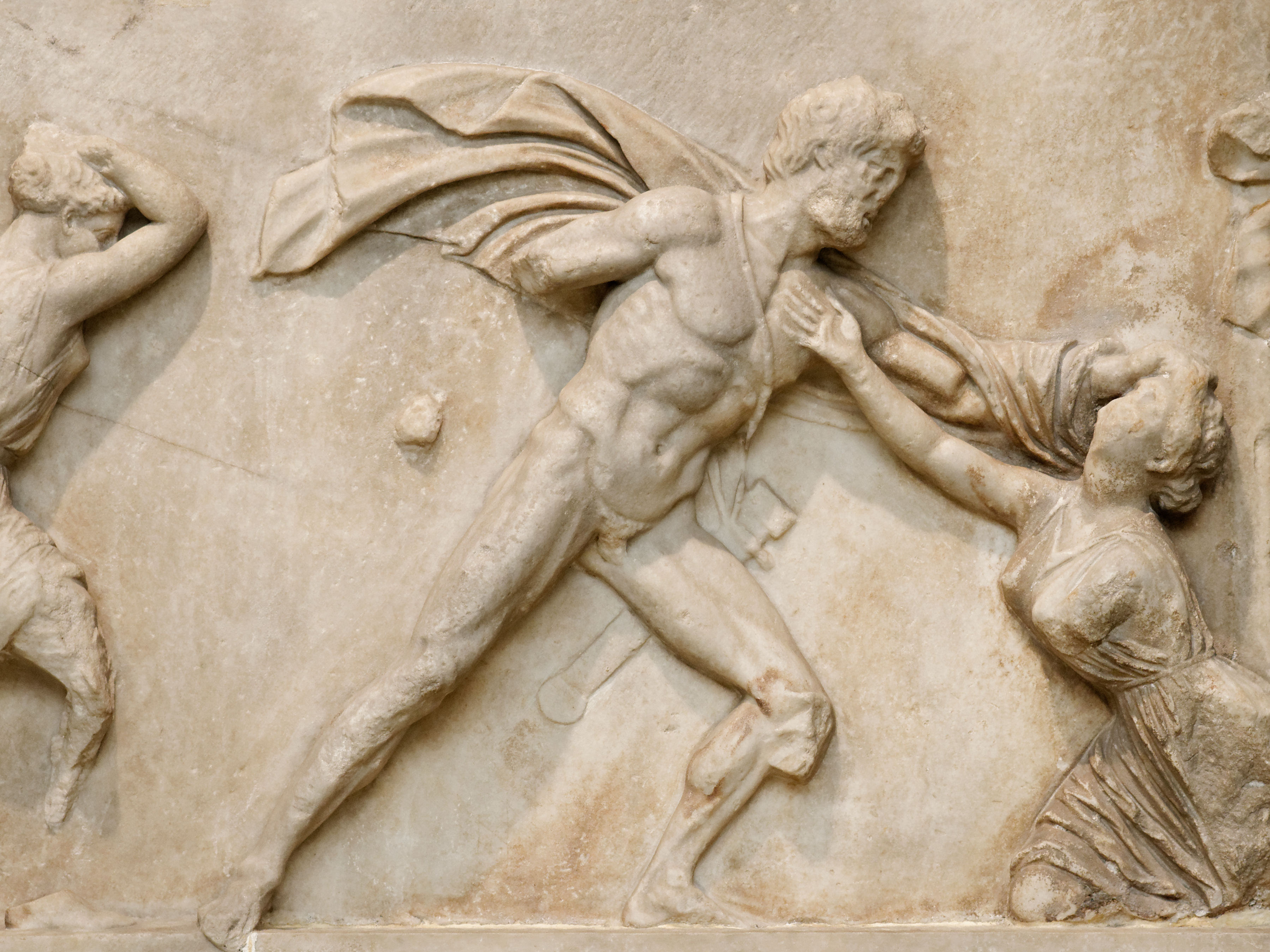
Amazonomachie du mausolée d'Halicarnasse, British Museum.
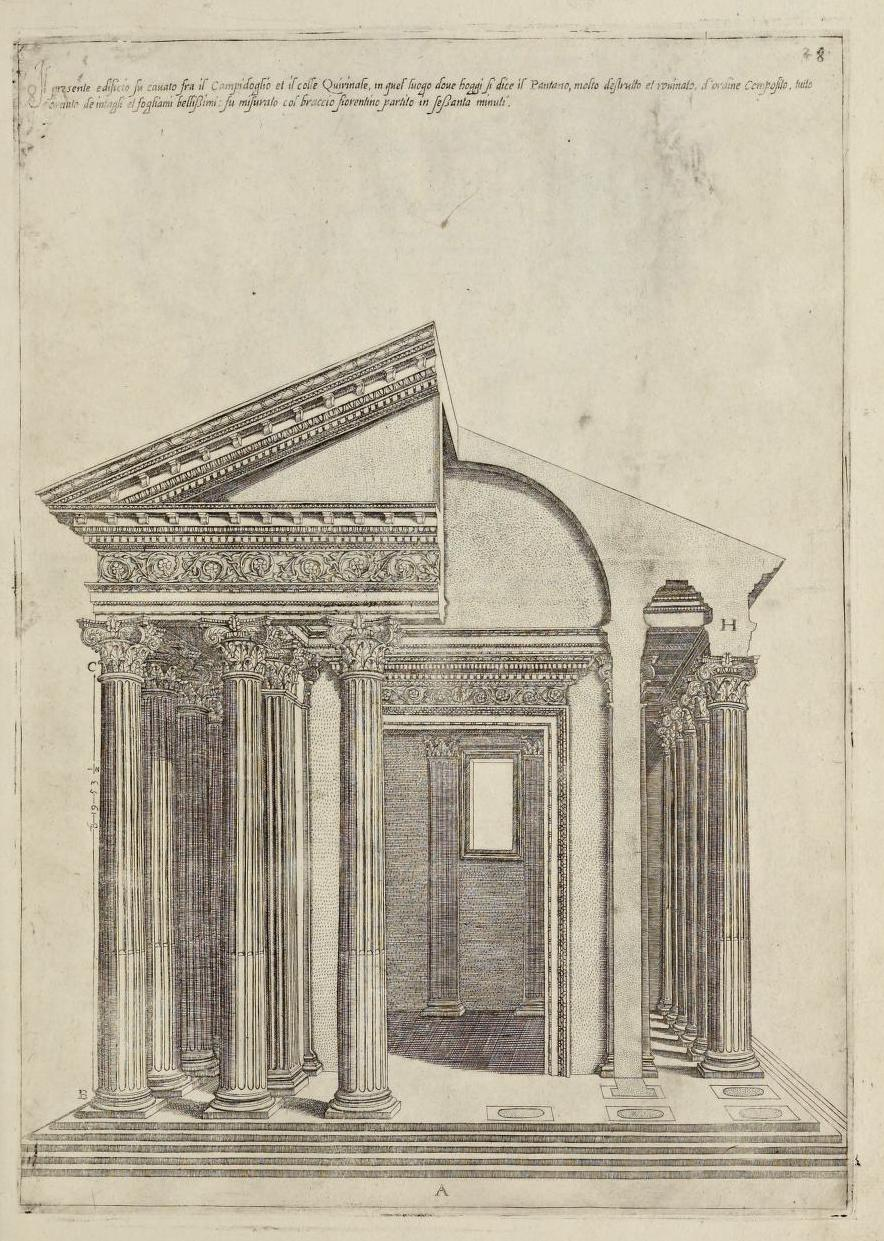
Le temple de Vénus Génitrix par Antonio Labacco, 1552.
L'obélisque du Montecitorio à Rome.

## Préfigurations

### La version du Petit Palais

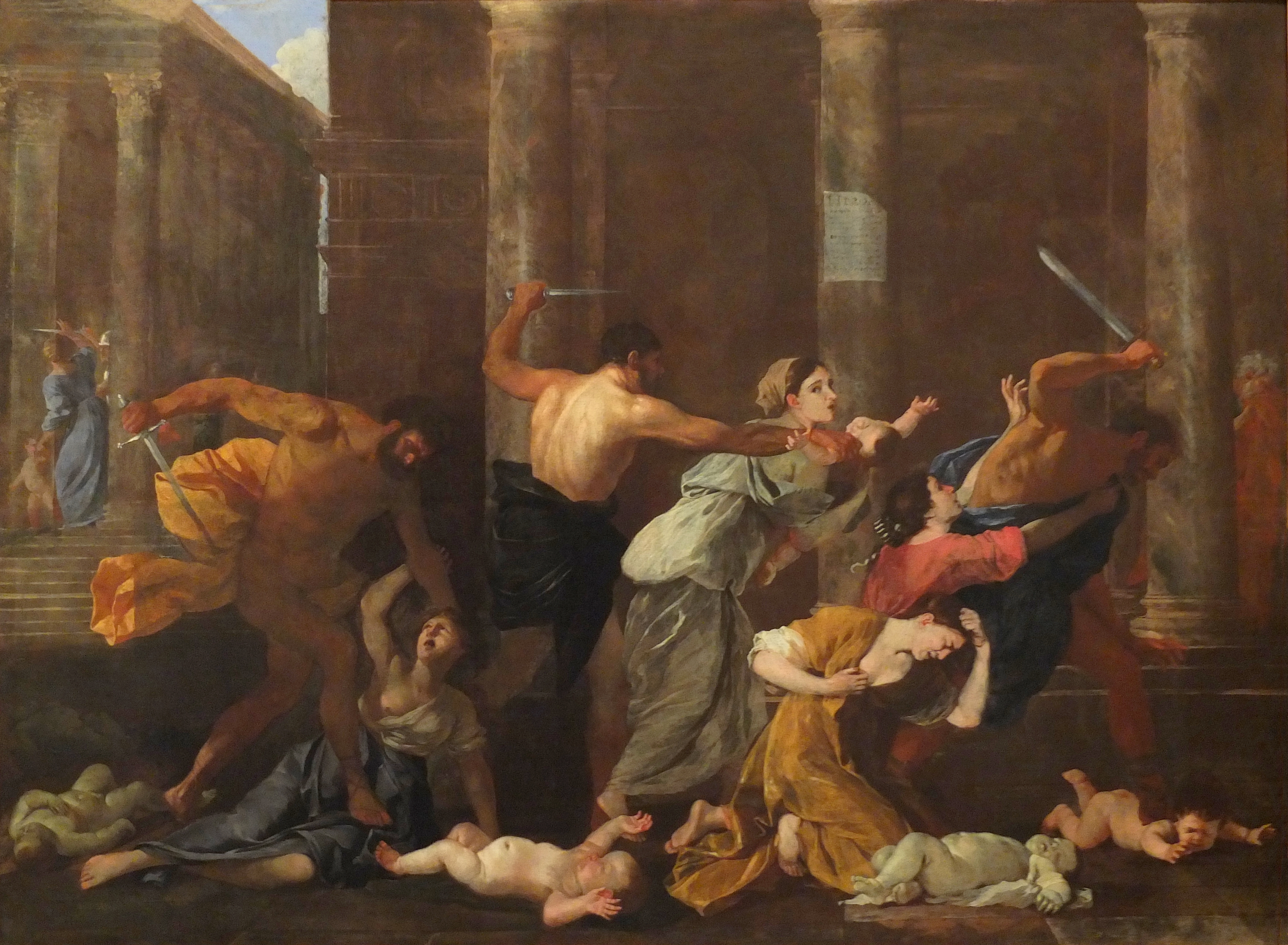
La version du Petit Palais, vers 1625-1626.

Une autre version du Massacre des Innocents se trouve au Petit Palais à Paris. Son attribution a longtemps été contestée et des spécialistes comme Anthony Blunt et Jacques Thuillier ont refusé d'y voir la main de Nicolas Poussin. Néanmoins, elle est désormais majoritairement admise par les poussinistes et notamment par Pierre Rosenberg qui y voit une œuvre datée vers 1625-1626, soit avant la version de Chantilly. Le nom de son commanditaire est inconnu. Il a appartenu au cardinal Paluzzo Paluzzi Altieri Degli Albertoni au moins à partir de 1687. Il est acquis à Rome par Jean-Pierre Collot qui le fait venir en France puis par Eugène Dutuit et son frère Auguste qui le lègue au musée des beaux-arts de la ville de Paris en 1902,.
Le tableau comporte beaucoup plus de personnages que la version Giustiniani, il représente différentes scènes successives d'un même événement résumées en un seul tableau, comme Poussin a l'habitude de le faire dans d'autres œuvres. Les deux peintures semblent très différentes mais quelques détails de la version parisienne sont repris plus tard dans le tableau de Chantilly : le groupe de personnages à gauche — bourreau, femme et son enfant — se retrouvent dans le sens inverse et légèrement modifiés pour la commande de Giustiniani. Pour Rosenberg, il s'agit là d'une préfiguration du tableau du musée Condé.

### Le dessin de Lille

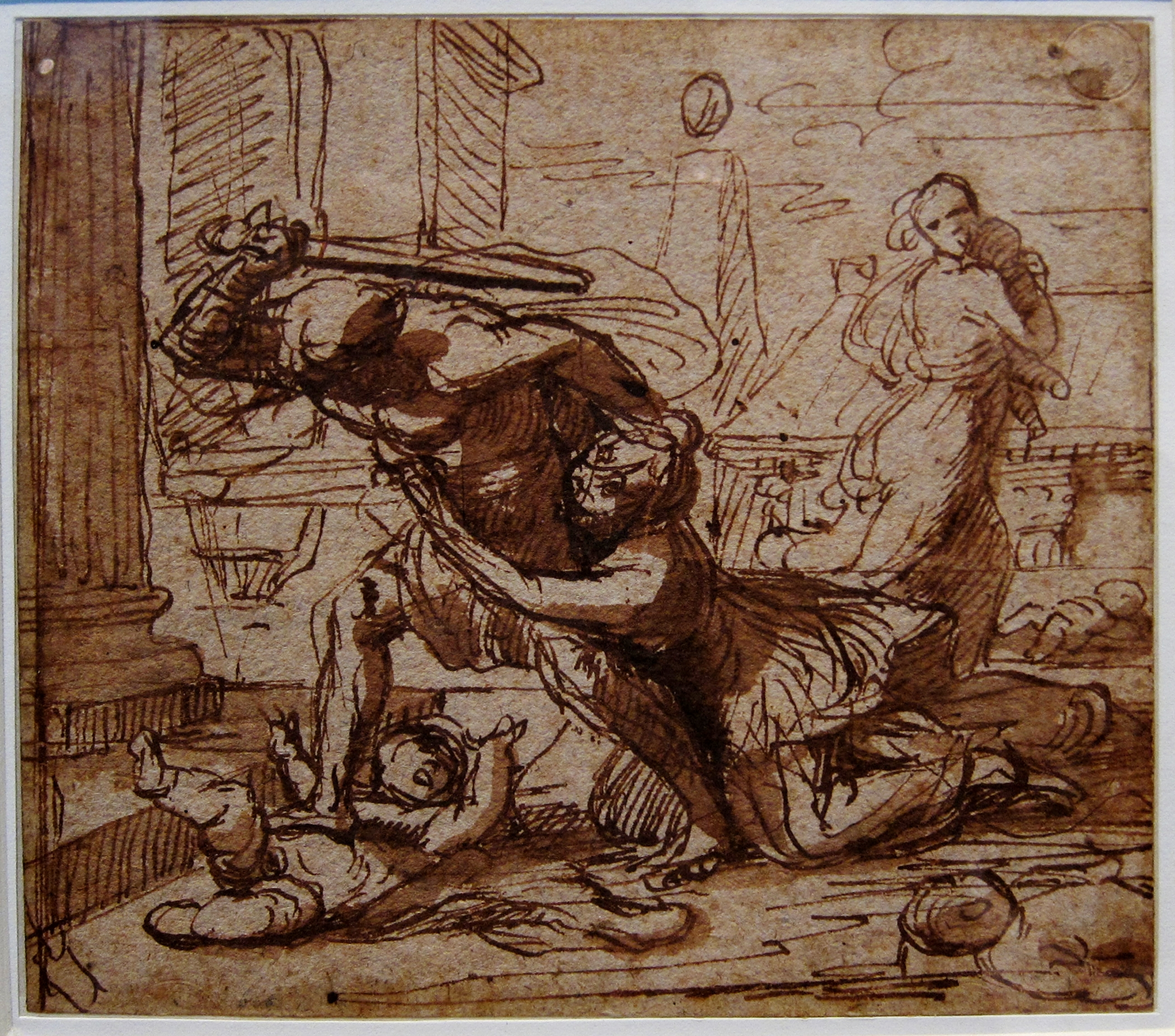
Dessin préparatoire du palais des beaux-arts de Lille.

Un seul dessin préparatoire au tableau est connu. Il a appartenu au peintre lillois Jean-Baptiste Wicar qui en a fait don à la Société des sciences, lettres et beaux-arts de Lille puis mis en dépôt au palais des beaux-arts de Lille en 1866. Le dessin témoigne d'un repentir : à l'origine, le soldat tenait une dague qu'il pointait sur le bébé puis Poussin est revenu dessus en dessinant finalement une épée brandie au-dessus de sa tête, comme sur le tableau. Le dessin contient néanmoins plusieurs différences avec le tableau : la position du bébé au sol est inversée ; deux petits cadavres sont représentés en bas à droite mais ne se retrouvent plus dans le tableau de Chantilly ; la femme qui s'enfuit se tourne vers la scène principale et enfin, l'obélisque se détache beaucoup plus dans le décor. Au verso du feuillet se trouvent représentés un enfant couché et une femme, qui ont été vus comme des études pour le tableau, mais leur lisibilité et donc leur interprétation sont difficiles. Le dessin a connu un certain succès à part entière puisqu'il a fait l'objet de copies par le peintre Felice Giani, le peintre Franz Caucig ou le sculpteur Jean Guillaume Moitte,.

### Les autres dessins controversés
D'autres dessins ont été vus par certains historiens d'art comme des esquisses préparatoires au tableau de Chantilly, cependant ces propositions n'ont pas fait l'unanimité. Anthony Blunt a proposé de voir, dans un dessin représentant l'enfant allongé, et dont il était propriétaire, une esquisse de Poussin. Ce dessin n'est pas reconnu par Pierre Rosenberg, dans son catalogue raisonné des dessins de Poussin, comme un autographe de Poussin. L'historien de l'art autrichien Konrad Oberhuber a reconnu dans un dessin conservé au musée des Offices la copie d'une autre esquisse préparatoire de Poussin. Toujours selon Rosenberg, il s'agirait d'un pastiche du tableau de Poussin. Enfin, toujours selon Oberhuber, un dessin actuellement conservé au Département des arts graphiques du musée du Louvre pourrait être lui-aussi la copie d'une composition perdue de Poussin, mais là-encore, cette attribution n'obtient pas l'assentiment des autres historiens de l'art.

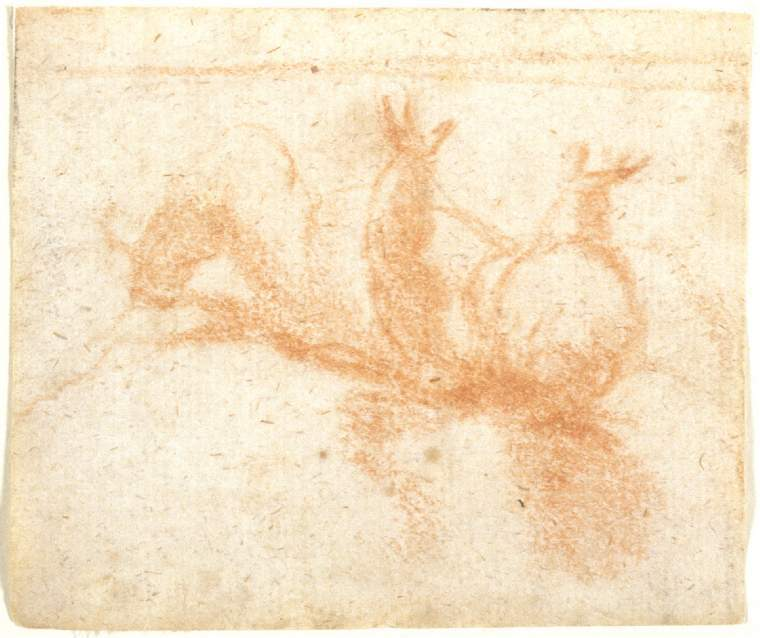
Dessin à la sanguine du Fitzwilliam Museum.
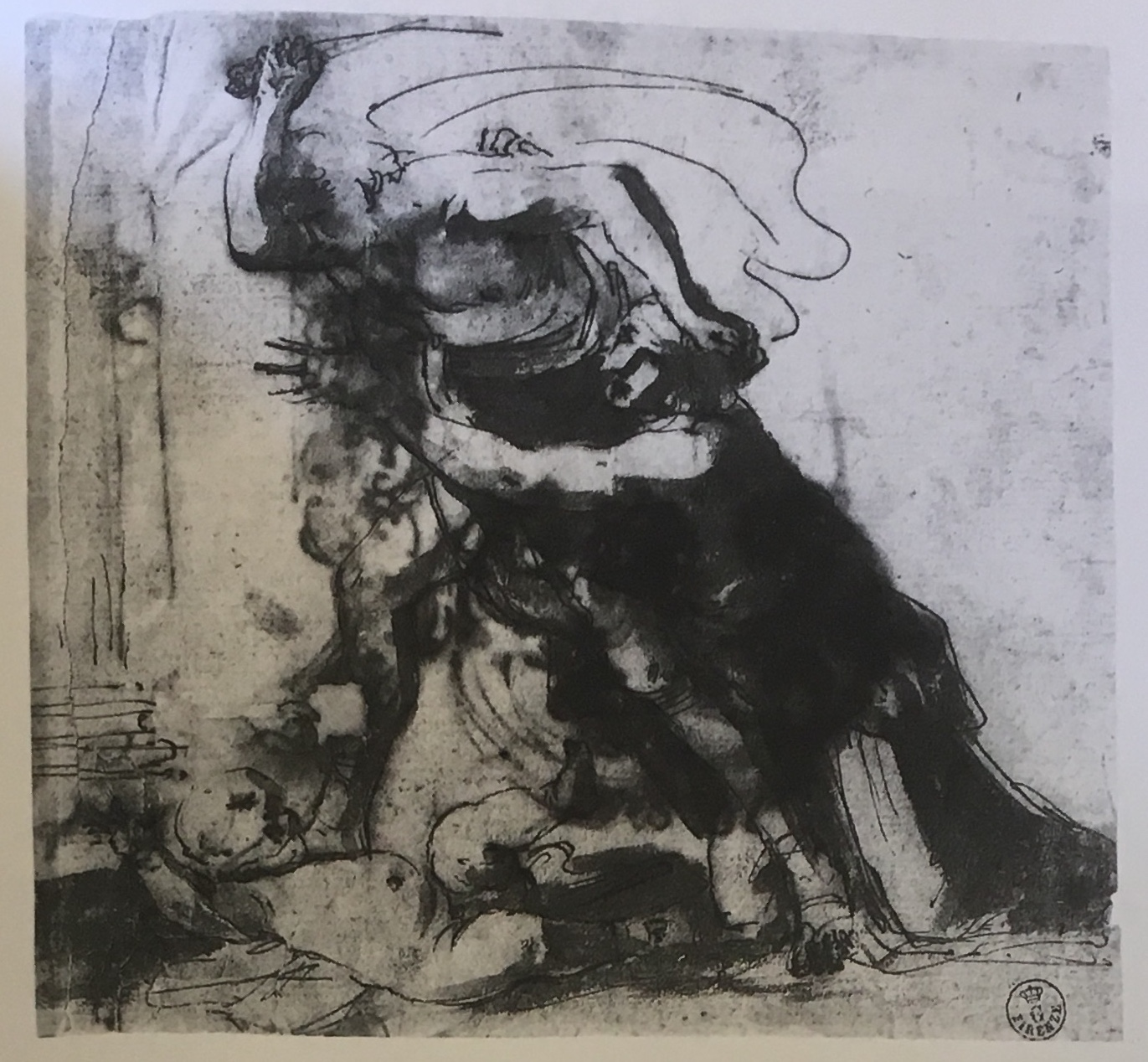
Dessin du musée des Offices.
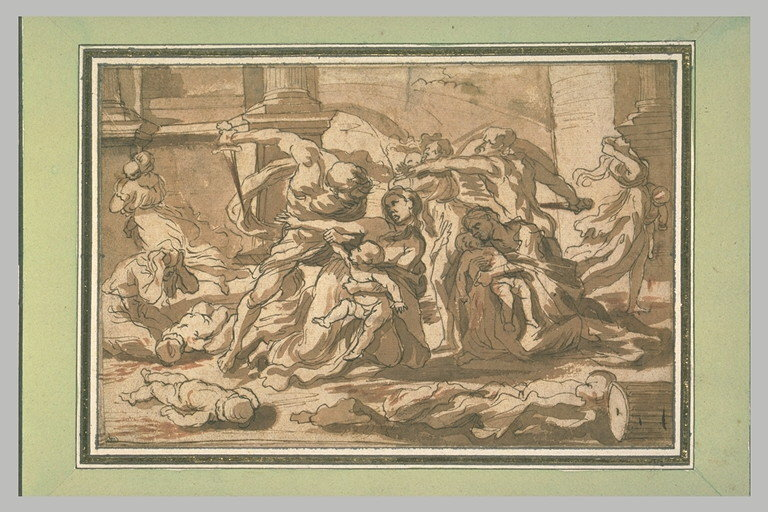
Dessin du musée du Louvre.

## Réception et postérité

### DuXVIIeauXIXesiècle
Du fait des conditions de conservation du tableau au sein du palais Giustiniani, il reste longtemps dans un certain anonymat. Il n'est pas gravé avant le début du XIXe siècle et très peu d'artistes parviennent à le copier. Certains semblent pourtant avoir eu accès à l'œuvre, sans que l'on sache de quelle manière, et leurs œuvres témoignent de l'influence du tableau de Poussin. Le peintre français Claude Spierre (1642-1681) en réalise un pastiche, qui a été gravé par Jacques Coelemans (1654-1735). Sébastien Bourdon, qui est à Rome entre 1634 et 1637, reprend des éléments du tableau de Chantilly dans sa version du Massacre des Innocents, qu'il peint à trois reprises. Les peintres italiens Massimo Stanzione et Pietro Testa, eux aussi profondément influencés par Poussin, peignent des œuvres du même thème. Stanzione reprend la même position des jambes du soldat et Testa insiste lui aussi sur la représentation allégorique du massacre.

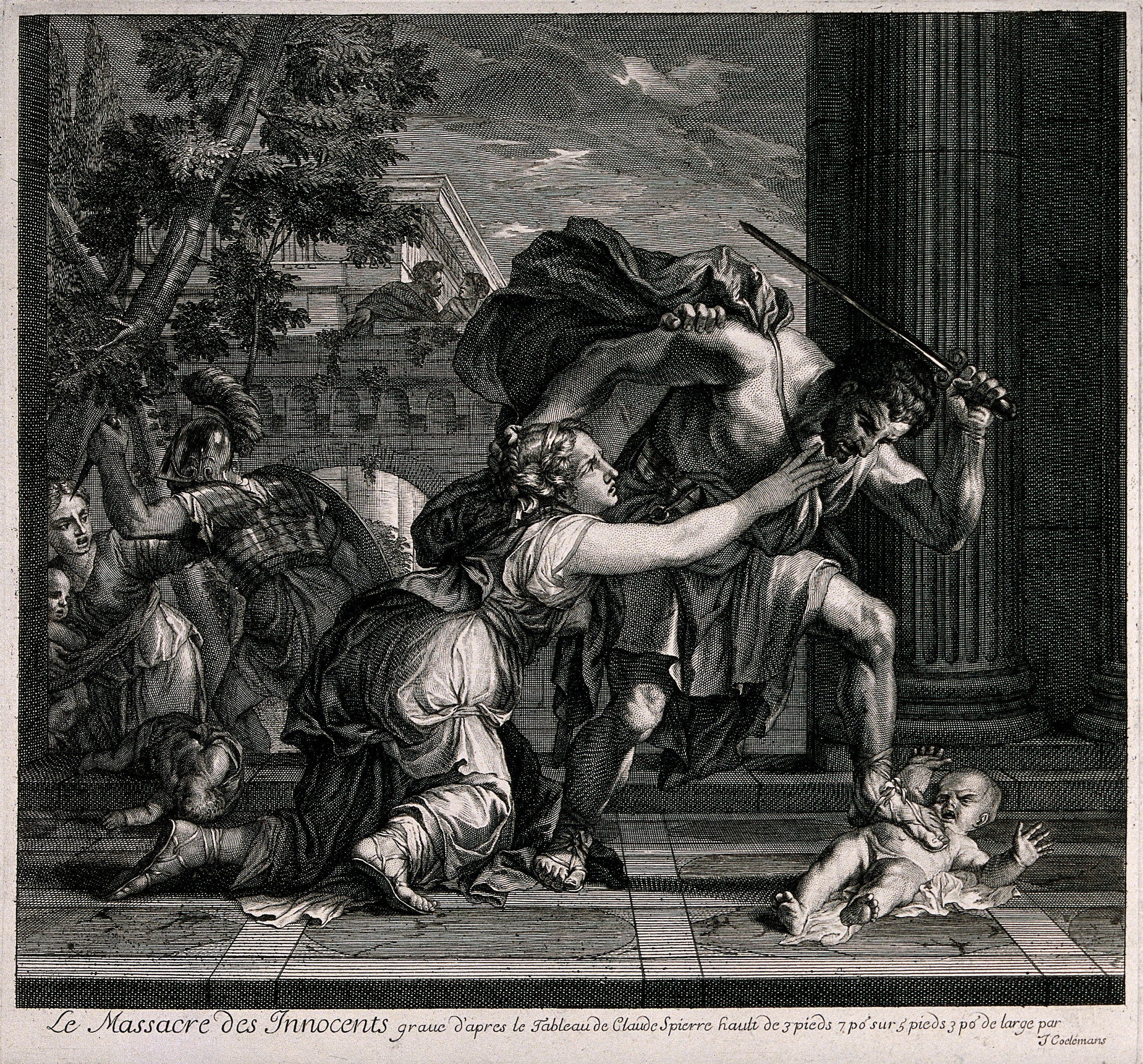
Estampe de Jacques Coelemans d'après Claude Spierre, Wellcome Trust.
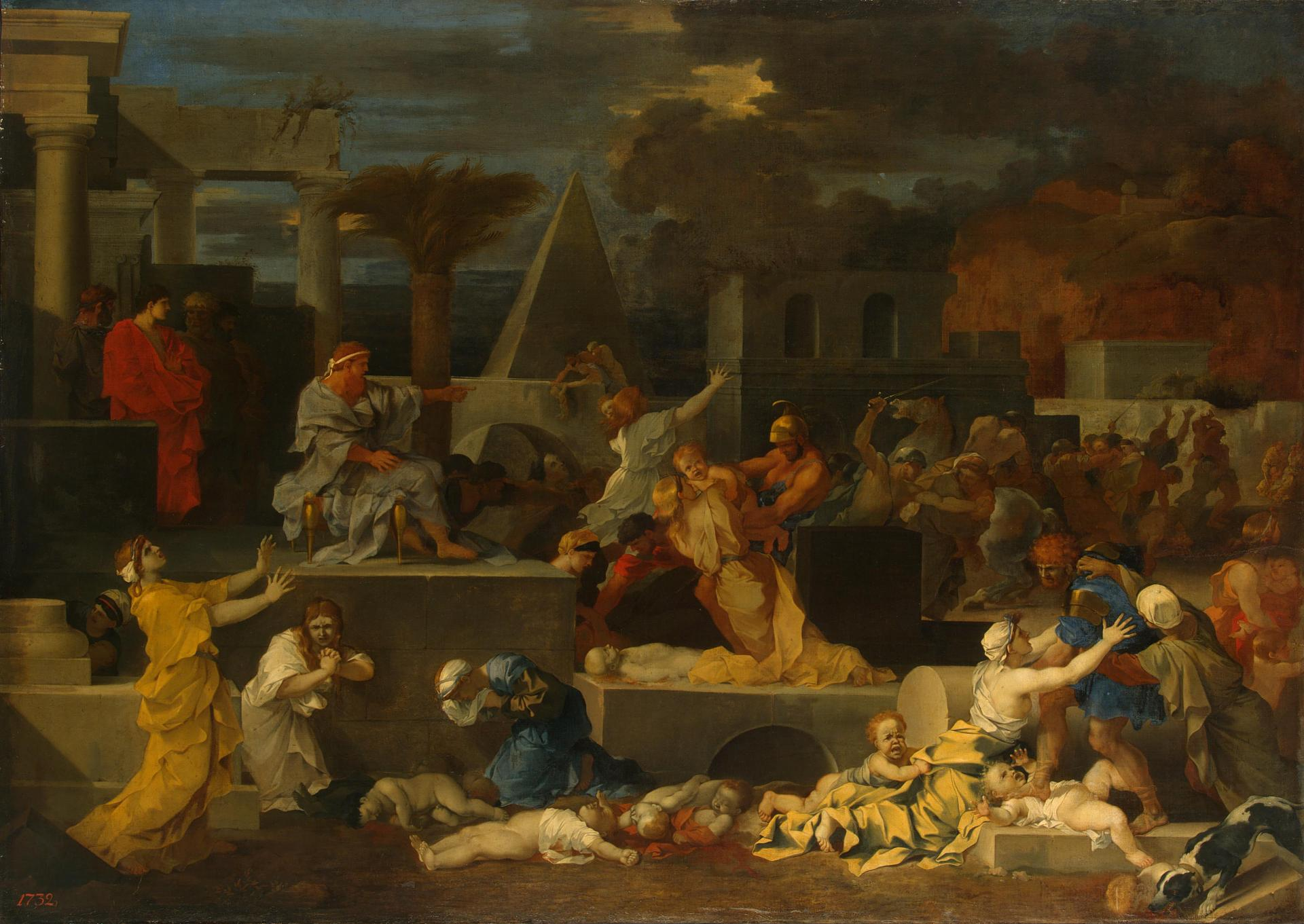
Le Massacre des Innocents, Sébastien Bourdon, musée de l'Ermitage.
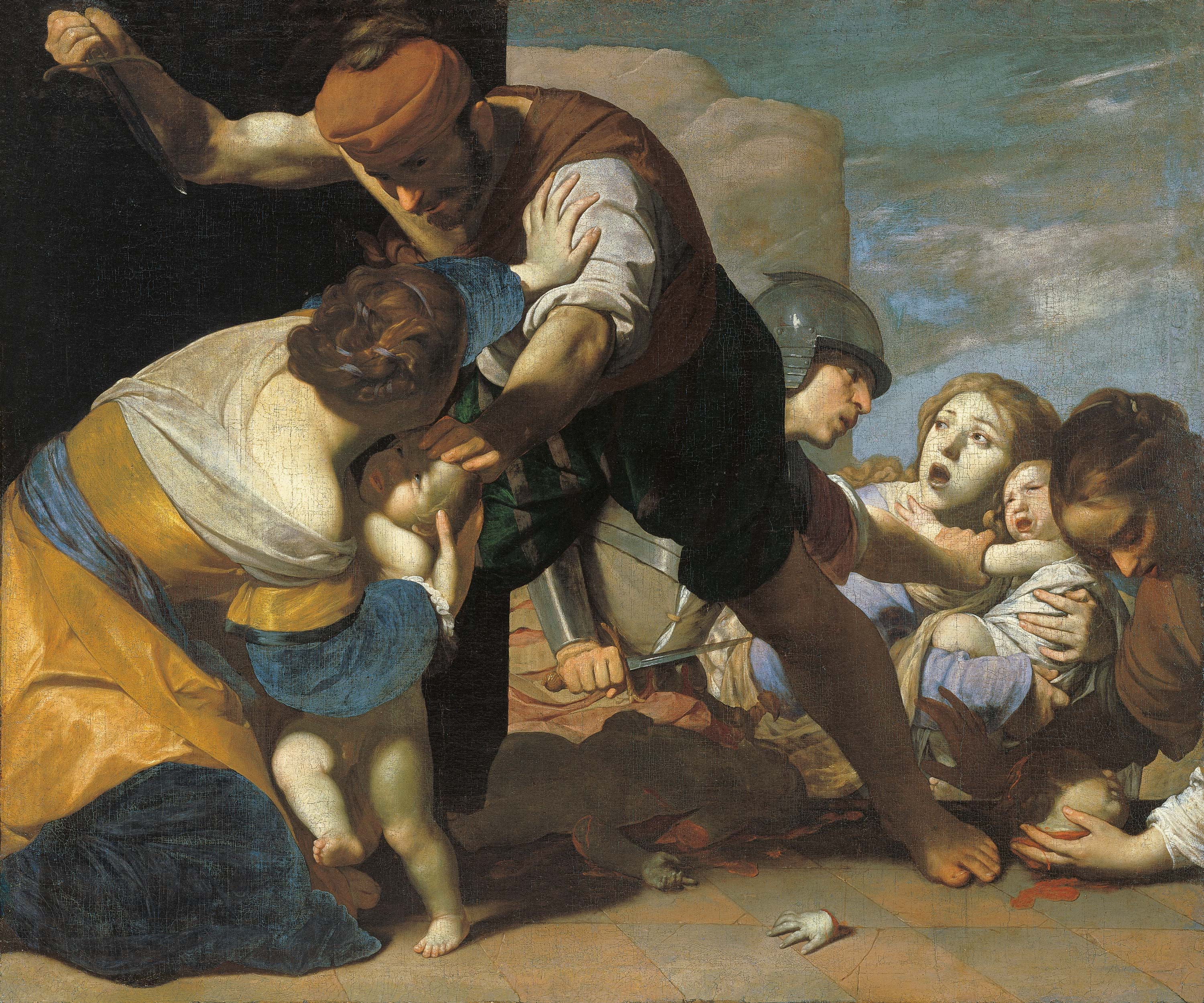
Le Massacre des Innocents, Massimo Stanzione, château de Rohrau.
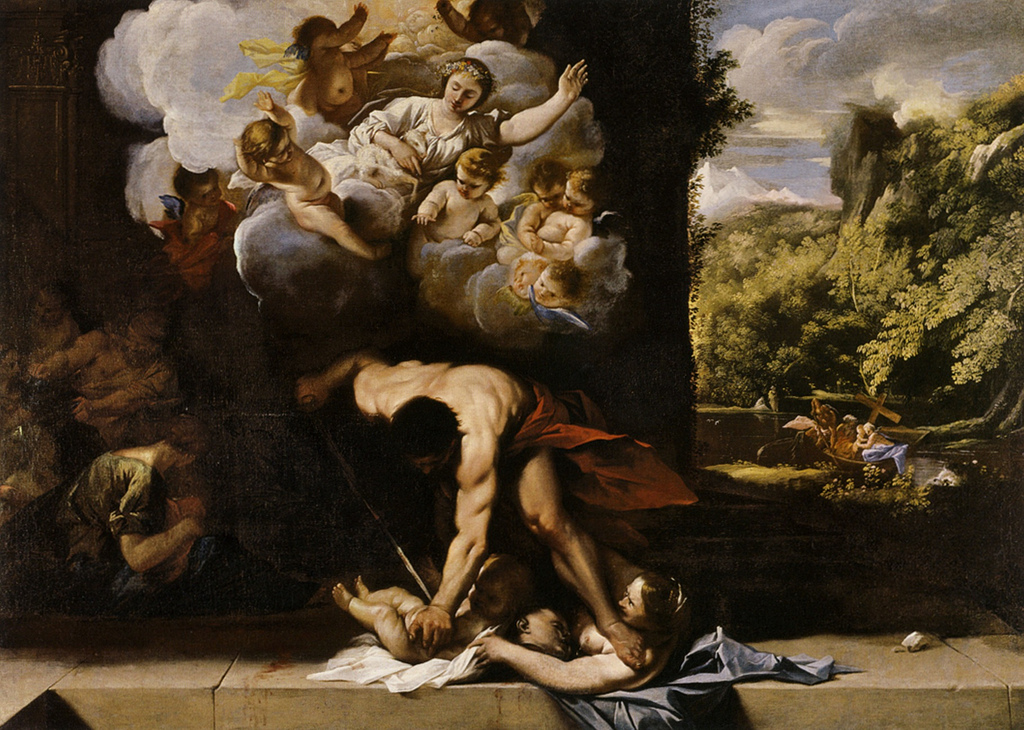
L'Allégorie du massacre des Innocents, Pietro Testa, 1639, Palais Spada.

Au cours du XVIIIe siècle, plusieurs artistes semblent parvenir à accéder à l'œuvre et en effectuent des copies : Jean-Honoré Fragonard et Jean-Robert Ango en font des dessins dont l'abbé de Saint-Non tire une gravure. Charles Meynier dessine lui aussi une copie vers 1790-1792. Le collectionneur Pierre-Jean Mariette possède une esquisse à la sanguine anonyme reprenant le bébé du tableau et une autre copie dessinée du XVIIIe siècle est mentionnée dans le style de Jean-Baptiste Greuze ou de George Romney. Une seule copie peinte ancienne est connue et attribuée au peintre Victor Maximilien Potain (1759-1841), pensionnaire de l'Académie de France à Rome en 1788,.

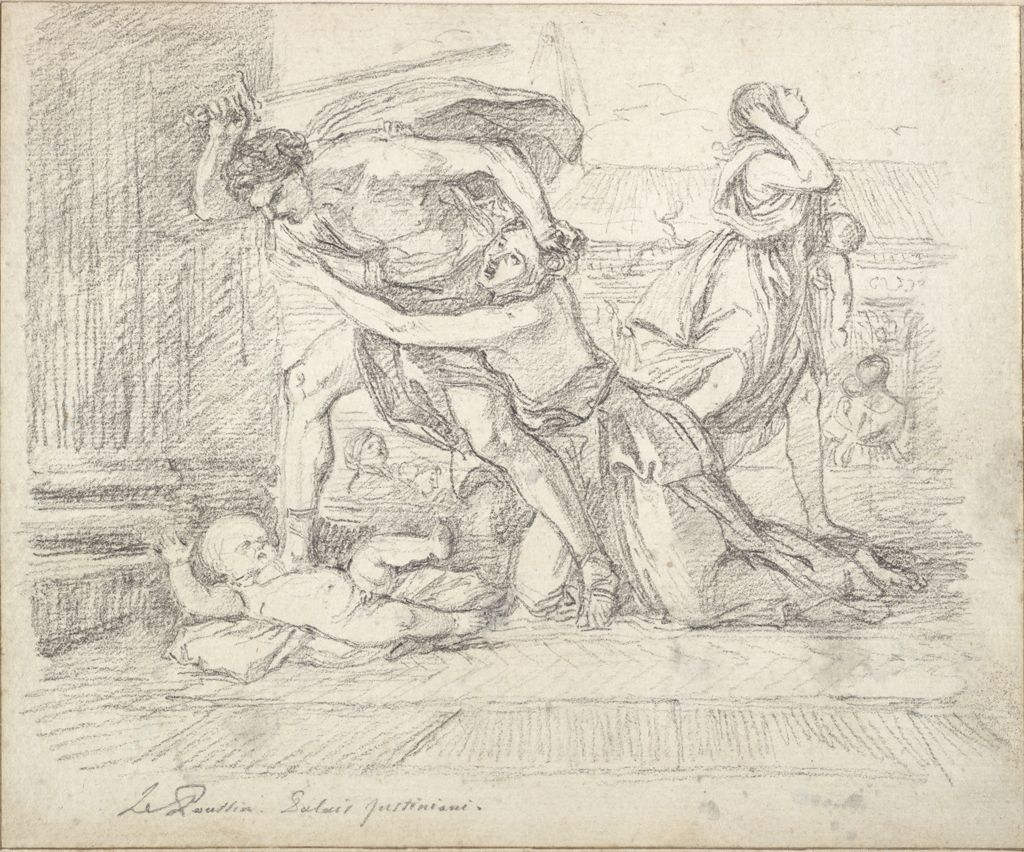
Dessin de Jean-Robert Ango, 1760-1761, Fogg Art Museum.
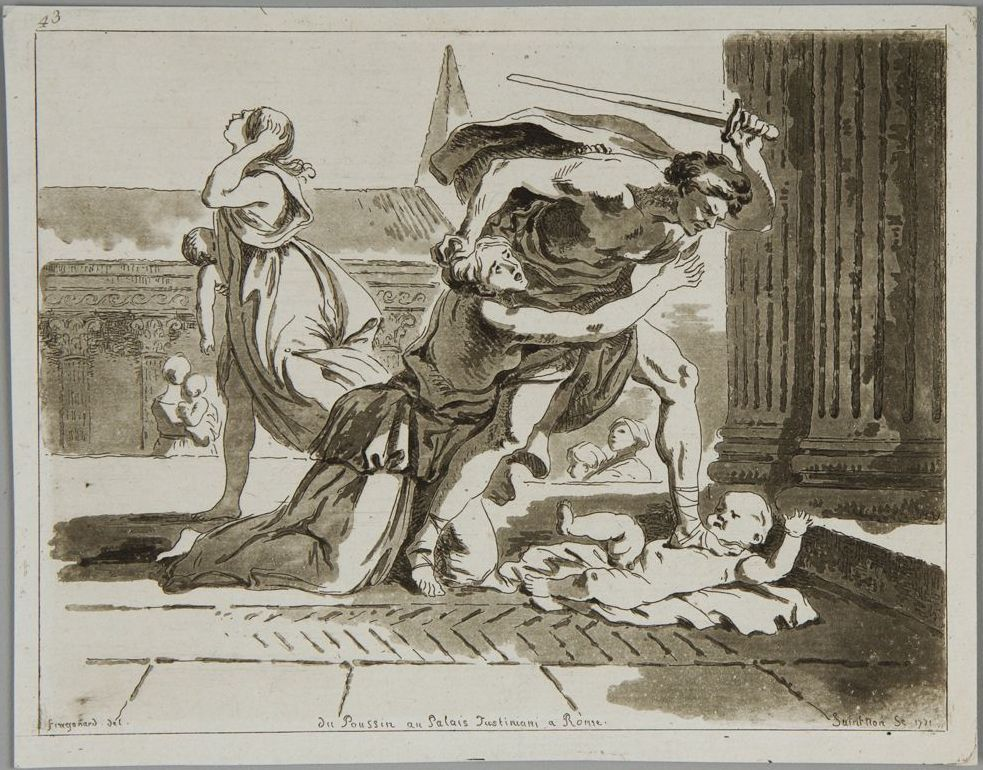
Estampe de l'abbé de Saint-Non, vers 1770, Fogg Art Museum.
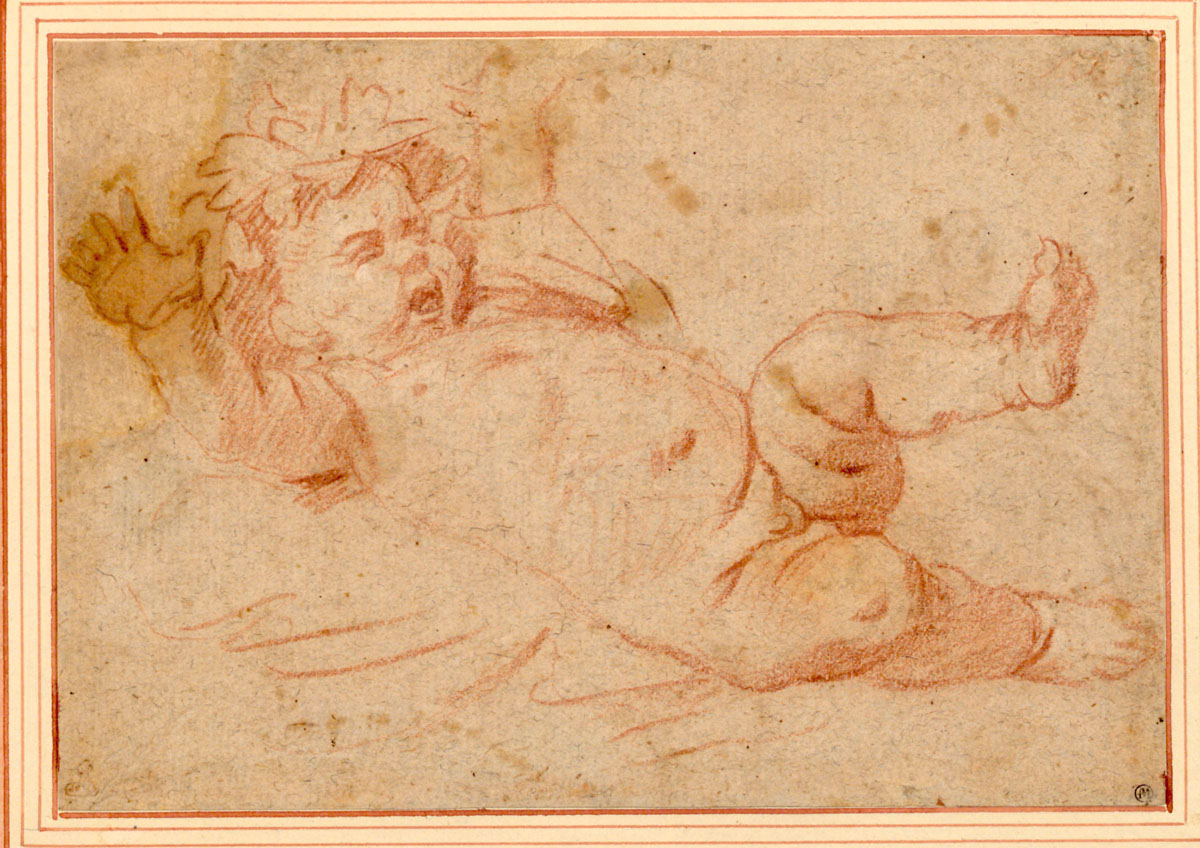
Dessin, sanguine sur papier, ancienne collection Mariette, Albertina.
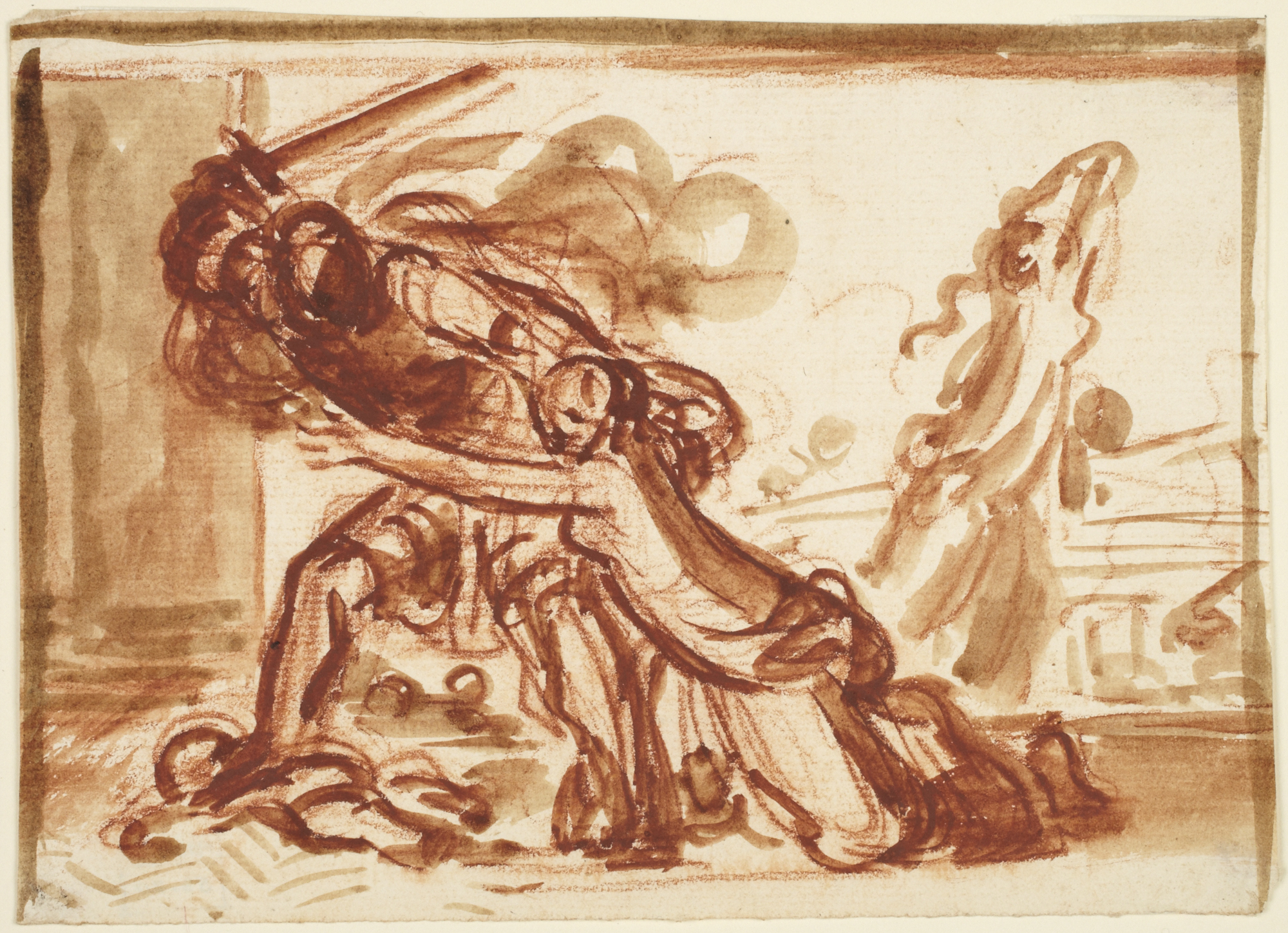
Dessin du Princeton University Art Museum, XVIIIe siècle.

### Dans l'art moderne et contemporain
Si l'influence du tableau reste modeste jusqu'au XIXe siècle, elle devient déterminante à l'époque contemporaine. En effet, selon Pierre Rosenberg, parmi les œuvres de Poussin, La Mort de Germanicus était sa toile la plus célèbre jusqu'à cette période ; Le Massacre des Innocents de Chantilly est la plus influente pour les artistes contemporains et les historiens de l'art. Pour Jacques Thuillier, « dans la peinture française et jusqu'à Guernica, aucune femme n'a crié plus fort que cette mère-là ».

#### Chez Picasso

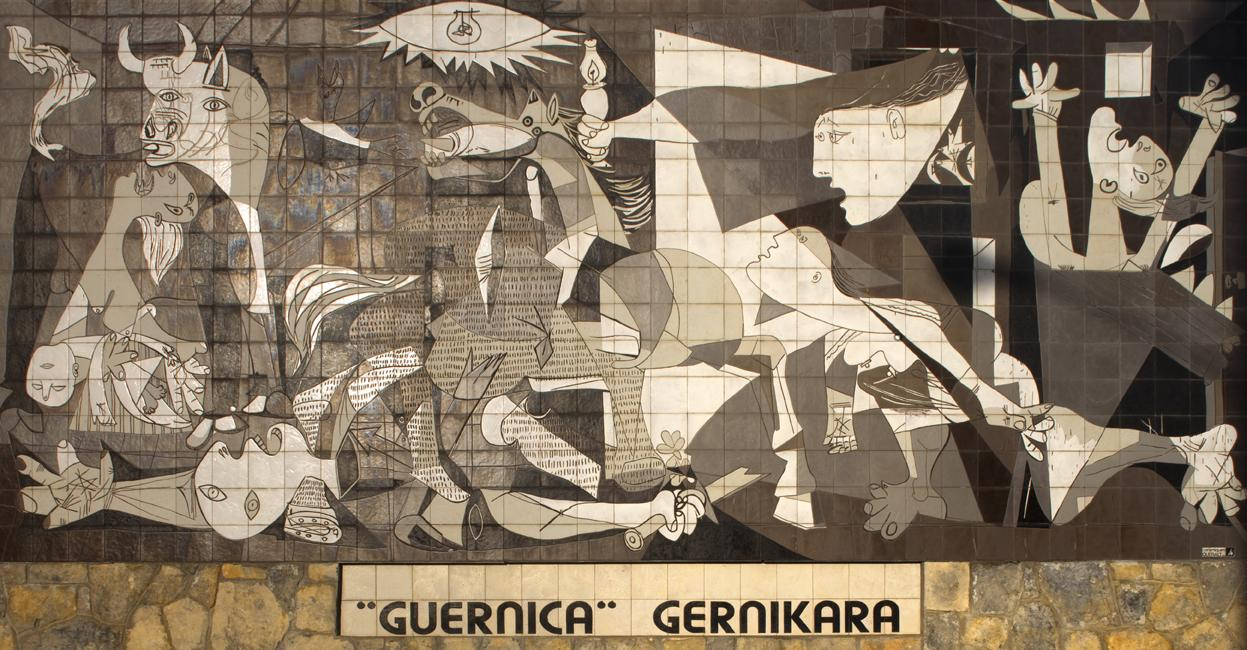
Guernica de Picasso, reproduction en céramique à Guernica.

Pablo Picasso est l'artiste moderne qui s'intéresse pour la première fois à cette œuvre. Aucun document ne permet d'attester que le peintre espagnol a visité le musée Condé ou de savoir comment il a pris connaissance du tableau. Plusieurs de ses œuvres empruntent des personnages d'autres tableaux de Poussin, comme Trois Femmes à la fontaine, tirée de Éliézer et Rébecca. Il fréquente par ailleurs les cercles surréalistes dans les années 1930 et ces derniers sont fascinés par le Poussin de Chantilly. Le tableau est reproduit dans le numéro 9 de la revue Minotaure paru le 15 octobre 1936 dont Picasso possède un exemplaire. C'est l'année suivante que Le Massacre des Innocents est évoqué pour la première fois dans les esquisses préparatoires de Guernica. L'historien de l'art anglais spécialiste de Poussin Anthony Blunt est le premier à voir dans la femme à l'enfant mort, un condensé des deux femmes du tableau de Poussin. Ce personnage se retrouve d'abord dans les esquisses du 8 mai 1937, puis dans celles des 9, 13 et 28 mai, avant d'être intégré dans la composition définitive. Il le reprend à nouveau dans les esquisses postscripts de Guernica du 22 juin et du 26 septembre. Il reprend enfin cette image légèrement modifiée dans son Charnier de 1945,. Inspiré par les images des camps d'extermination nazis, il représente cette fois-ci la mère et l'enfant tous deux morts en grisaille.

#### Chez Francis Bacon

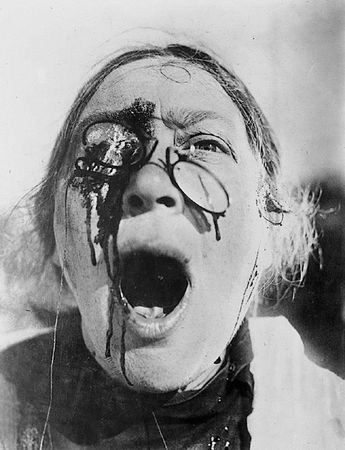
La nourrice dans le Cuirassé Potemkine, image faisant écho au hurlement de la mère dans le tableau de Poussin selon Bacon.

L'artiste anglais Francis Bacon a lui aussi été marqué par le tableau de Poussin. Dès l'âge de 17 ans, à l'occasion d'un séjour en France, il découvre cette peinture : « Il y avait le musée Condé où j'avais vu une peinture admirable de Nicolas Poussin, Le Massacre des Innocents. Je suis resté sous le choc... Le plus beau cri de toute la peinture ». Pour lui, ce tableau fait écho à la nourrice hurlant à la vue du landau dévalant les marches dans Le Cuirassé Potemkine. Inspiré aussi par Picasso, Bacon reprend fréquemment l'image du cri et de la bouche hurlante dans ses tableaux les plus célèbres : dans Trois études de figures au pied d'une crucifixion ou encore dans Head VI,.

#### Chez d'autres artistes contemporains
À une époque plus récente encore, plusieurs artistes ont emprunté au tableau de Poussin pour leurs œuvres : Jean-Michel Alberola a fait une série de quatre dessins d'après Le Massacre des Innocents en 1994, en réaction au génocide des Tutsis au Rwanda. Le peintre allemand Markus Lüpertz peint une huile sur toile Kindermord (nach Poussin) en 1989. Henri Cueco, personnalité du mouvement de la figuration narrative, dessine et écrit D'après le Massacre des Innocents de Nicolas Poussin, une série de six dessins, en 1997-1998. Vincent Corpet reprend des éléments du tableau de Poussin dans ses peintures dès 1986 mais surtout dans sa série Fuck Maîtres en 2012. Ernest Pignon-Ernest dessine en 2013 d'après le dessin du Massacre des Innocents de Poussin à l'occasion d'une exposition au palais des beaux-arts de Lille. En 2017, des œuvres de Pierre Buraglio, Annette Messager et Jérôme Zonder sont présentées à l'exposition monographique consacrée au tableau de Poussin au musée Condé, œuvres réalisées à l'occasion de cette exposition. De manière plus anecdotique, le peintre italien Valerio Adami réalise avec sa femme Camilla dans les années 1970 une série de photographies reproduisant le Massacre des Innocents, sous la forme de tableaux vivants, avec, dans le rôle du soldat, le philosophe Jacques Derrida et Marguerite Derrida dans celui de la femme hurlant.

### Localisation des œuvres citées
1. 1 2 3 4  Autrefois conservés au Kaiser-Friedrich Museum, Berlin, détruits en 1945.
2. ↑  Château de Bad Homburg, Bad Homburg vor der Höhe, Hesse.
3. ↑  Gemäldegalerie, Berlin.
4. ↑  National Gallery of Art de Washington.
5. ↑  Abbaye aux Dames, Caen.
6. ↑  Pinacothèque vaticane, Rome.
7. ↑  Musée du Louvre, Paris.
8. ↑  Pinacothèque vaticane, Rome.
9. ↑  Musée des beaux-arts Pouchkine, Moscou.
10. ↑  Musée de l'Ermitage, Saint-Pétersbourg.
11. ↑  Dulwich Picture Gallery, Londres.
12. ↑  Minneapolis Institute of Art, Minneapolis.
13. ↑  Bibliothèque Ambrosienne, Milan et Musée des Offices, Florence.
14. ↑  Bibliothèque d'État de Bavière, Munich.
15. 1 2  Pinacothèque nationale, Bologne.
16. ↑  Oratoire Sant'Andrea près de l'église San Gregorio al Celio, Rome.
17. ↑  Musée des Offices, Florence.
18. ↑  British Museum, Londres.
19. ↑  Cooper–Hewitt, Smithsonian Design Museum, New York.
20. ↑  Galerie nationale de Slovénie, Ljubljana.
21. ↑  Localisation inconnue.
22. ↑  Fitzwilliam Museum, Cambridge.
23. ↑  Collection particulière, New York.
24. ↑  Worcester Art Museum, Worcester (Massachusetts) ; Musée de l'Ermitage, Saint-Pétersbourg et Galerie Sabauda, Turin.
25. ↑  Musée des beaux-arts de Rouen.
26. ↑  Fogg Art Museum, Cambridge (Massachusetts).
27. ↑  Collection particulière, Paris.
28. ↑  Albertina, Vienne (Autriche).
29. ↑  Princeton University Art Museum, Princeton (New Jersey).
30. ↑  Musée de Grenoble.
31. 1 2  Museum of Modern Art, New York.
32. ↑  Musée du Louvre.
33. ↑  Tate Modern, Londres.
34. ↑  Hayward Gallery, Londres.
35. ↑  Collection Michael Werner, Cologne.
36. ↑  Collection particulière.